# Châtelaudren
Châtelaudren [ʃatɛlodʁɛ̃] est une ancienne commune française située dans le département des Côtes-d'Armor, en région Bretagne.
Le 1er janvier 2019, la commune fusionne avec Plouagat pour former la commune nouvelle de Châtelaudren-Plouagat.

## Géographie

### Description
Le Leff, affluent de rive droite du Trieux, sert de limite orientale à la commune de Châtelaudren tant en amont qu'en aval de la ville, laquelle s'étend toutefois sur ses deux rives. Cete rivière alimente l'étang de Châtelaudren qui a une superficie de 6 hectares et une profondeur de 2 à 3 mètres.

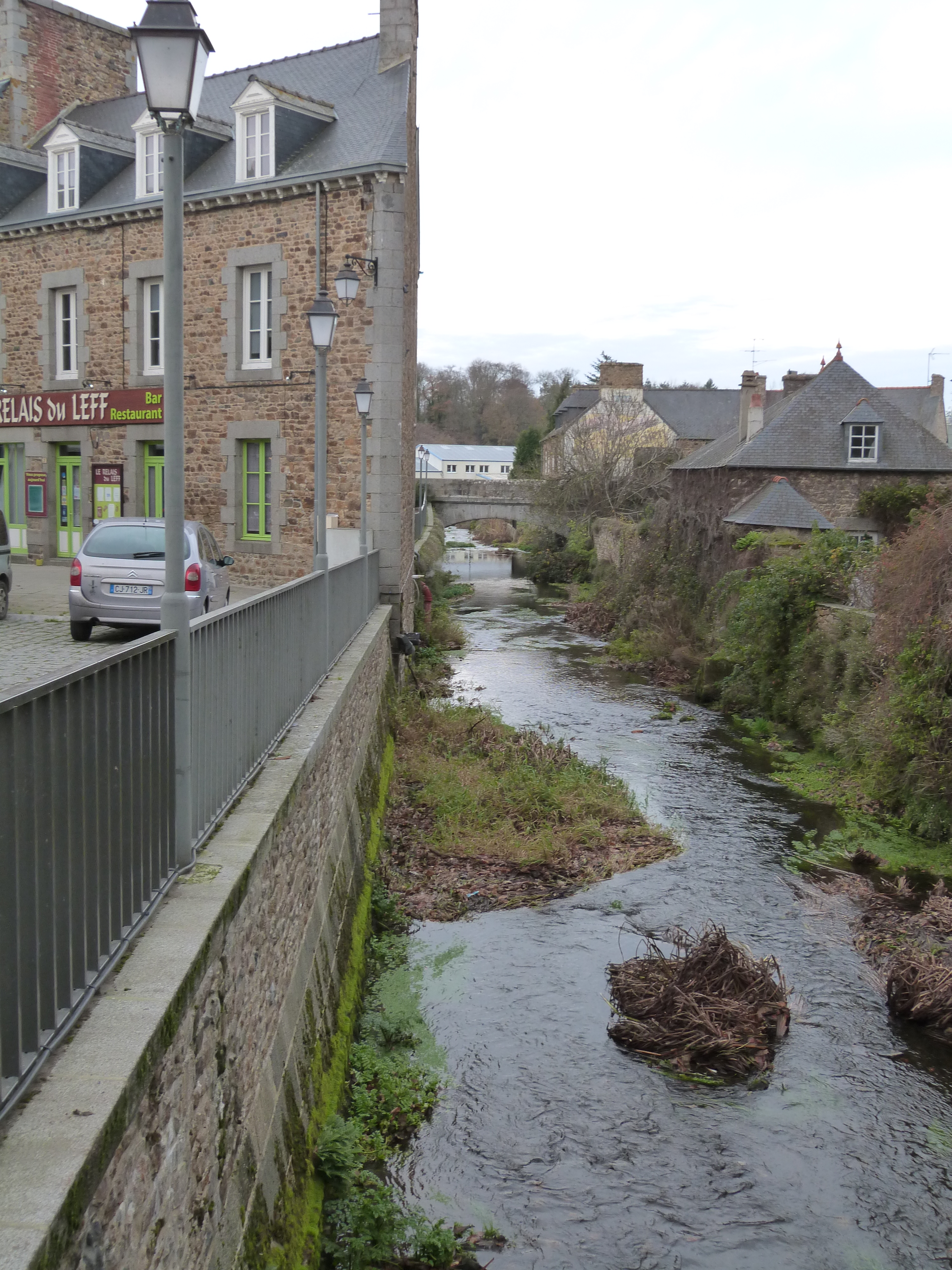
Le Leff à Châtelaudren.
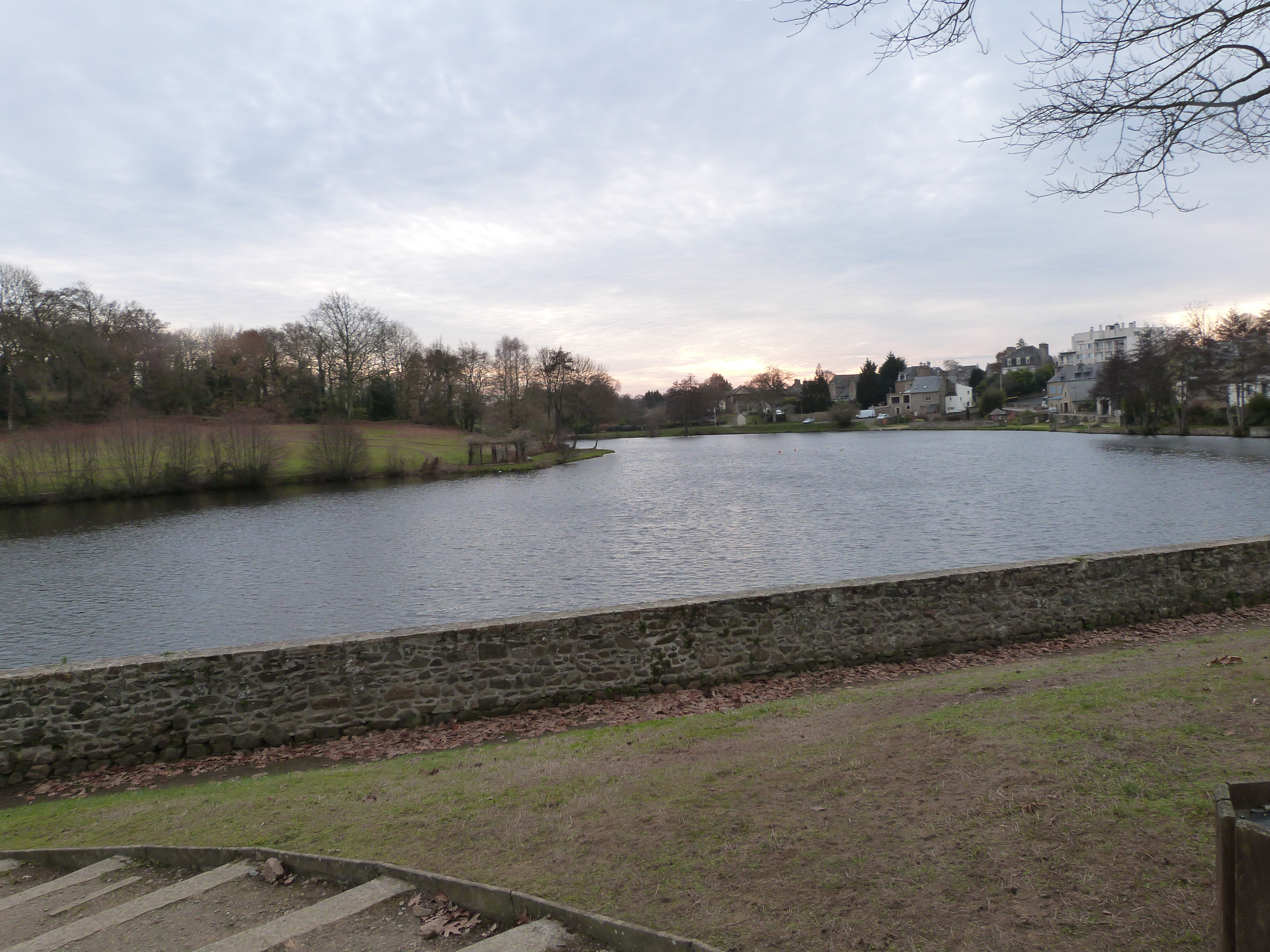
L'étang de Châtelaudren.
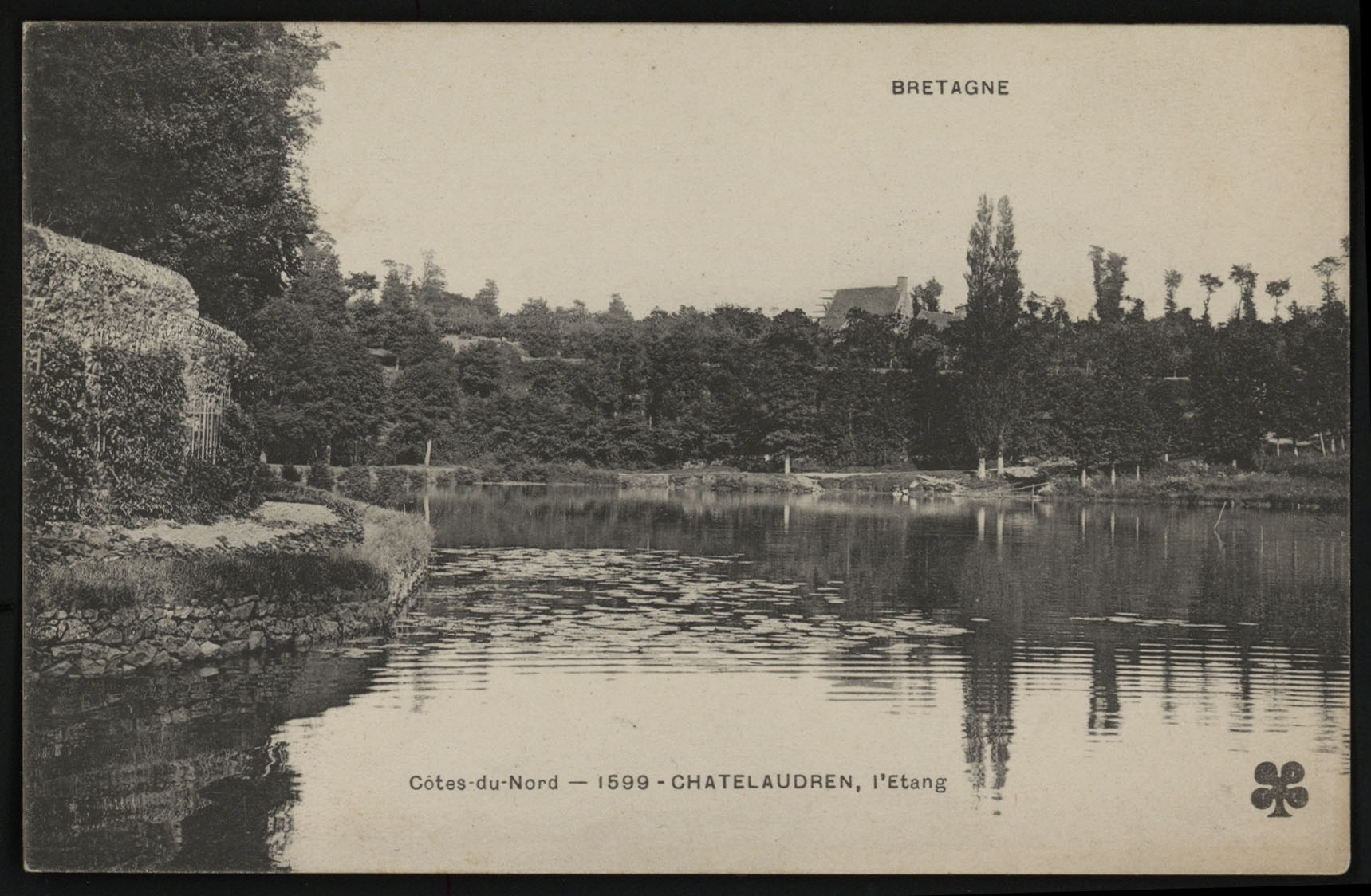
L'étang de Châtelaudren vers 1920.

L'importante chute d'eau située à la sortie de l'étang a été utilisée depuis le Moyen-Âge pour activer des moulins.

### Transports
Châtelaudren était traversé par l'ancienne Route nationale 12 : la voie express de l'actuelle Route nationale 12 passe désormais au sud de la ville, qui est desservie par l'échangeur n° 38, dit de Kertedevant.
Châtelaudren est aussi desservi par la ligne ferroviaire de Paris-Montparnasse à Brest : des TER Bretagne s'arrêtent à la gare de Châtelaudren - Plouagat.

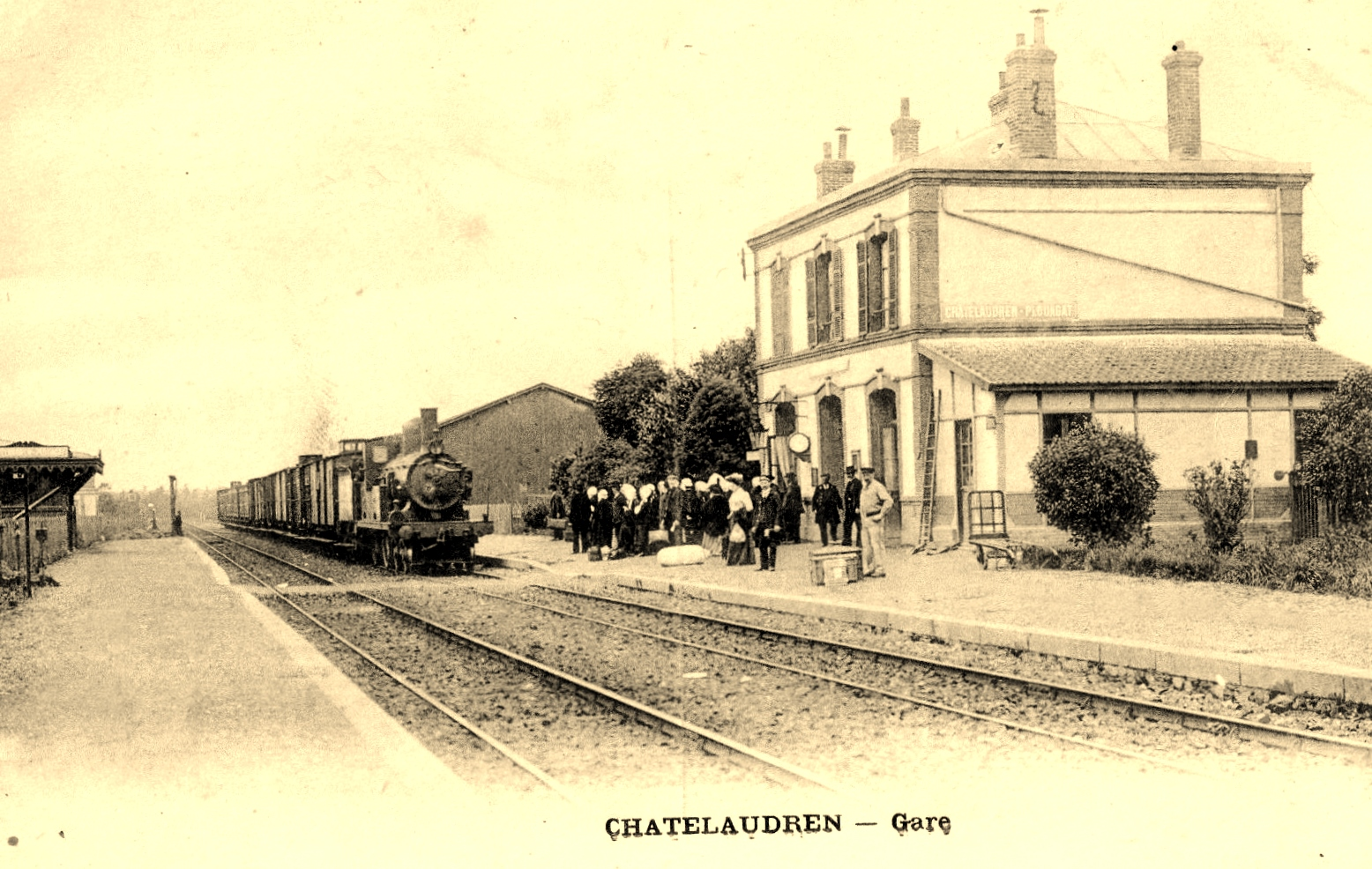
La gare de Châtelaudren vers 1900.
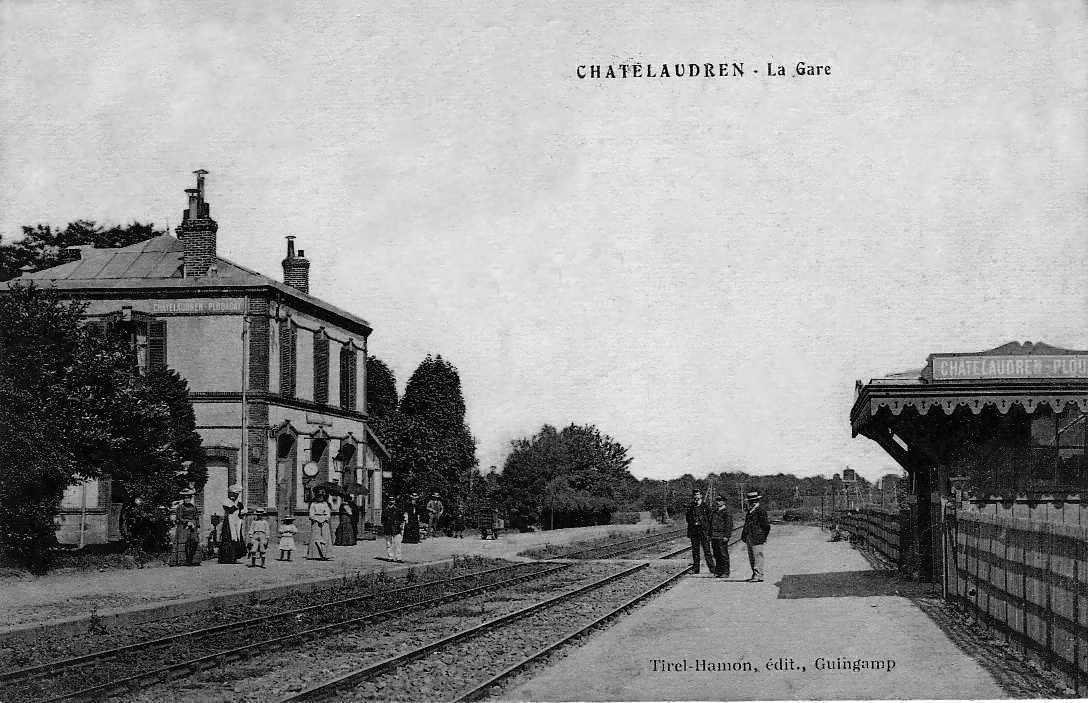
L'ancienne gare de Châtelaudren vers 1900.
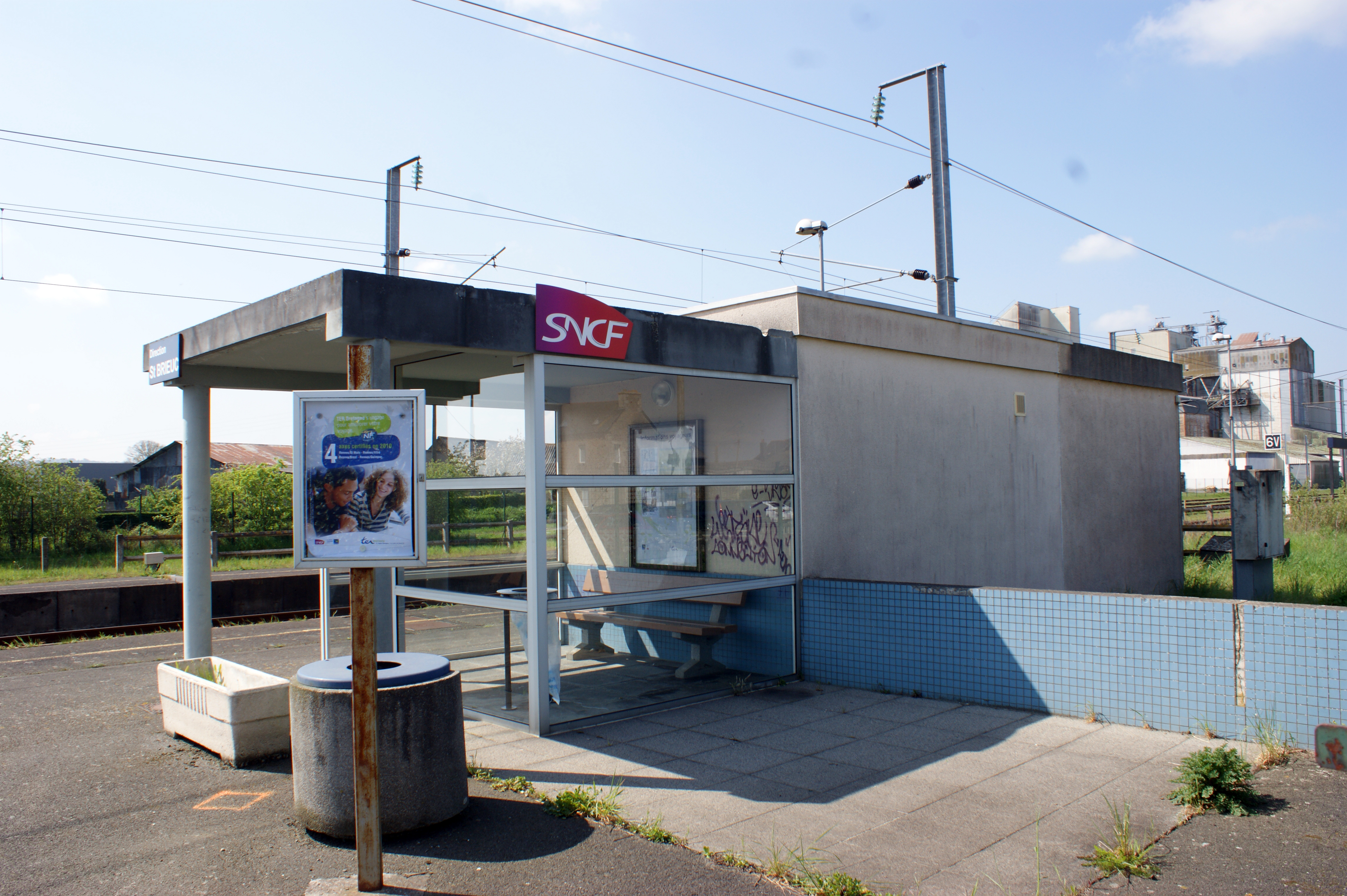
La gare de Châtelaudren - Plouagat.

## Toponymie
Le nom de la localité est attesté sous les formes Castro-Audren en 1198, Castro Audren en 1202, Castrum Audreni en 1212, Castro-Audrein en 1215, Castro Audrain en 1222, Castro Audroin en 1224, Castrum Audrini en 1268, Chastel Audrein en 1288, Castro Audreni en 1371, Chateaulaudren et Chastelaudren en 1420, Castro Audren et Castel Audren en 1516.
Selon la Chronique de Saint Brieuc, son nom viendrait du breton kastell (château) et d'Audren, un chef légendaire des Bretons d'Armorique monté sur le trône en 445, probablement fils de Salomon Ier d'Armorique, qui aurait construit une motte féodale vers 447 entre la ville actuelle et l'étang de Châtelaudren. Audren est néanmoins très probablement le nom d'un petit seigneur local, fondateur de la ville au XIe siècle[réf. à confirmer].
La ville se nomme Kastelodren ou Klerg ar Ch'astell en breton, Le Châtè en gallo.

## Histoire

### Moyen-Âge
Châtelaudren, alors un simple bourg, passa à une date indéterminée dans le comté de Guingamp ; vers 1084 Étienne de Bretagne, fils du comte Éon Ier de Penthièvre, épouse Havoise de Guingamp, héritière de ce comté ; Étienne prend alors le nom d'Étienne de Penthièvre ; la seigneurie de Châtelaudren devient alors le chef-lieu du comté de Goëlo et de la baronnie d'Avaugour, dont le château se trouvait en Plésidy (en Saint-Péver désormais).
La fondation de la forteresse remonte à cette époque ; très vite un prieuré (dépendant de l'abbaye Saint-Magloire de Léhon et érigé en paroisse en 1151) et une ville vont naître à l’abri du château. Sa situation au croisement de voies importantes de circulation ainsi que sa position privilégiée sur la rivière le Leff vont favoriser son développement. Elle s'enrichit et devient ainsi une cité de commerce et d’artisanat, dotée d’importantes foires. La chapelle Notre-Dame-du-Tertre est construite vers 1300 (sa nef est restaurée vers 1400, son chœur et son porche agrandis et réaménagés à la fin du XVe siècle, époque de la réalisation des fresques des lambris du chœur et de la chapelle Sainte-Marguerite).
Chatelaudren possédait les maisons nobles suivantes : en 1300 Bois-Boessel et les Fosses-Rafflé, à Yves de Bois-Boessel (dont un fils portant le même nom devint évêque de Tréguier, puis de Quimper et enfin de Saint-Malo), moyenne et basse justice ; en 1380 la Ville-Hernault, à François de Rosmarch ; en 1440 le Quintillic, à Jean Josom.
En 1420 le château fut démoli sur ordre du duc Jean V, ainsi que plusieurs autres châteaux du comté de Penthièvre pour les punir de s'être révoltés et d'avoir cherché à attenter à ses jours. Le 4 août 1422 Jean V donne à son frère Arthur de Bretagne les terres, seigneurie et châtellenie de Châtelaudren. Le 24 mars 1480 le duc François II fit son fils naturel François (qui devint François Ier d'Avaugour) seigneur de Clisson et baron des seigneuries d'Avaugour, Châtel-Audren et autres lieux.

### Temps modernes
Châtelaudren était divisé en deux paroisses (l'une, à l'est du Leff, appartenait à l'évêché de Saint-Brieuc ; l'autre, à l'ouest du Leff, dépendait de l'évêché de Tréguier) et avait donc deux églises ; l'église Saint-Magloire, construite entre 1711 et 1730 par le sculpteur Corlay, originaire de la ville, et l'église Notre-Dame-du-Tertre, antérieure et qui devient au XVIIe siècle un prieuré de l'abbaye Saint-Melaine de Rennes. La ville abritait un couvent des Récollets et une maladrerie.

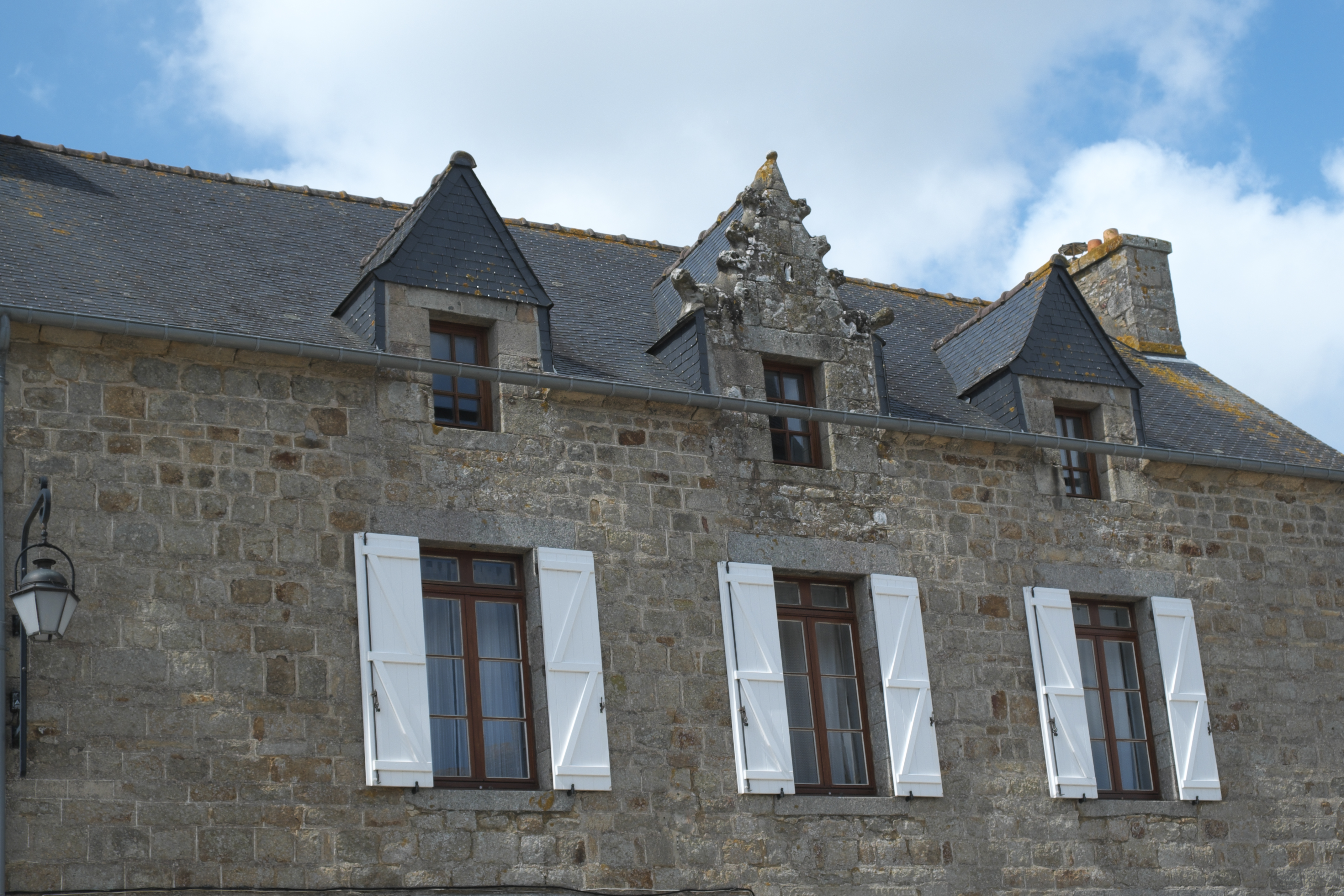
Lucarnes d'une maison du XVIIIe siècle.

Châtelaudren était un relais de poste important et actif sur la route de Rennes à Brest ; des commerces florissants se développent autour et sur la "grande place", (actuelle place de la République), bordée de hautes demeures aux lucarnes remarquables.

#### L'inondation de 1773
Selon Françoise Nabucet, témoin oculaire, « Le 18 août 1773, la chaussée de l'étang fut emportée par la force des eaux. Il était entre minuit et une heure du matin. (...) L'eau augmenta tellement que le jour même mon père me porta fors la ville, dans la rue Berthou. À cette époque, j'avais douze ans. L'eau paraissait jaillir du sein de la terre, en plus grande quantité que celle qui tombait du ciel. Le lendemain, l'eau atteignit le premier étage des maisons de la place ; toutes les maisons qui séparaient jadis cette place en deux parties furent enlevées par la force du courant. Je me souviens parfaitement qu'une voiture de roulage pesant plus de 6 000 kilos, séjournant près de l'actuel hôtel de l'Écu, fut transportée dans les Lingoguets, à plus de 800 mètres de là. (...) Le lendemain et jours suivants, l'eau ne diminuant pas, les morts flottant çà et là ne purent être recueillis que huit ou dix jours après. (...) Quarante furent enterrés dans une seule et même fosse, à Saint-Gilles, hauteur dominant Châtelaudren ».
Le même témoin ajoute : « À cette époque il existait une mine d'argent à Rue-Bourgée et au moulin Duval, distant de la ville de deux kilomètres environ ; d'immenses pièces de bois et autres matériaux provenant de cette exploitation, emportés par la force des eaux, heurtant la chaussée, la rompirent. Enfin, l'eau ayant disparu, huit jours après tout état rentré à son état naturel ; seulement la découverte de nombreux cadavres venait à nouveau augmenter la consternation générale. Toute la population alla en actions de grâce à Notre Dame-de-Bon-Secours à Guingamp ».
Lors de cette catastrophe la chapelle de l'hôpital fut emportée et l'église paroissiale Saint-Magloire fortement endommagée par les eaux. La ville se retrouva dans une telle pénurie que trente lits et différents objets de première nécessité furent envoyés depuis Saint-Brieuc.
L'ancienne mine de plomb argentifère évoquée dans ce témoignage était sur les confins des paroisses de Plélo et de Plouagat, au sud de Châtelaudren, et au lieu nommé la rue Bourgeois ou  rue Bourgeas. En 1766 un sieur Noiret en était le concessionnaire. Jean-Baptiste Ogée écrit en 1778 que cette mine, découverte en 1762 par le naturaliste Valmont de Bomare, alors exploitée depuis une quinzaine d'années, « renferme des cristaux très petits et très durs, des galennes de plomb grenelées et tissues d'antimoine, et beaucoup d'argent, mais la quantité d'arsenic qu'elle contient a obligé les travailleurs à en abandonner beaucoup d'endroits pour s'attacher à quelques autres où le poison n'est pas si abondant ».

#### Châtelaudren décrit en 1778

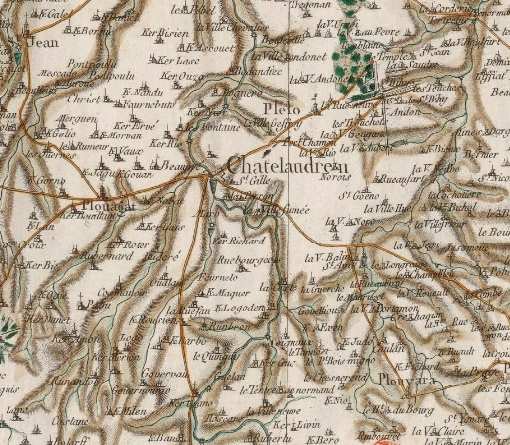
Carte de Cassini de la région de Plouagat et Châtelaudren (1787).

Jean-Baptiste Ogée décrit ainsi Châtelaudren en 1778 :

« Chatel-Audren, petite ville avec châtellenie, sur la rivière du Liest, et sur la route de Rennes à Brest ; à 7 lieues de Tréguier, son évêché ; à 23 lieues un tiers de Rennes ; et à 3 lieues de Guingamp, sa subdélégation. Cette ville ressortit à Saint-Brieuc et compte 900 habitants. M. le prince de Soubise en est le seigneur. La cure est présentée par l'Évêque. On y trouve un couvent des Récollets (...). »

Le même auteur précise que les seigneuries de Chatel-Audren, de Perrien (à M. de Perrien) et de Kerdaniel (à M. de Guébriand) disposent du droit de haute justice, celles de Kermartin (à M. de la Nascol), de Malros (à M. de Sévigné) et de Treguidel (à M. de Tremargat) des droits de moyenne et basse justice.

### LeXIXesiècle
A. Marteville et P. Varin, continuateurs d'Ogée, décrivent ainsi Châtelaudren en 1843 :

« Chatelaudren, ville, ancienne paroisse de ce nom, aujourd'hui cure de 2e classe ; chef-lieu de perception, bureau de poste et relai (...). Superficie totale : 46 hectares 53 ares, dont (...) terres labourables 19 ha, prés et pâturages 5 ha, vergers et jardins 8 ha, étangs 2 ha (...) ; moulins : 2 (ayant entre eux 5 roues). (...) Châtelaudren est à l'extrémité ouest de l'arrondissement de Saint-Brieuc ; ce dernier se termine en effet au pont Notre-Dame. (...). Il y a foires les premiers lundis de février et de juin, le dernier de juillet et le troisième d'octobre ; le lendemain si un de ces jours est férié. Marché le jeudi. Outre un commerce de détail assez actif, consistant en fruits, grains, miel, cire, beurre, etc.., Châtelaudren a deux tanneries, quelques chapelleries et une clouterie. La route royale n° 12, dite de Paris à Brest, traverse la ville dans la direction est-ouest. Géologie : constitution granitique ; roches amphiboliques dans l'ouest, le nord-est et le sud-est. (...) On parle le breton et le français. »

Une fabrique de papier est installée par Ravoux au niveau de la chute d'eau de l'étang en 1866, remplaçant les moulins situés là précédemment ; l'usine est modernisée en 1904. C'est là que s'installa par la suite l'imprimerie des éditions de Montsouris en 1922.
Trois tanneries existaient à Châtelaudren vers la fin du XIXe siècle, occupant en 1873 respectivement 8, 6 et 5 ouvriers ; une seule subsistait en 1891 et en 1913 le seul tanneur cité est Le Corvaisier.

### LeXXesiècle

#### La Belle Époque

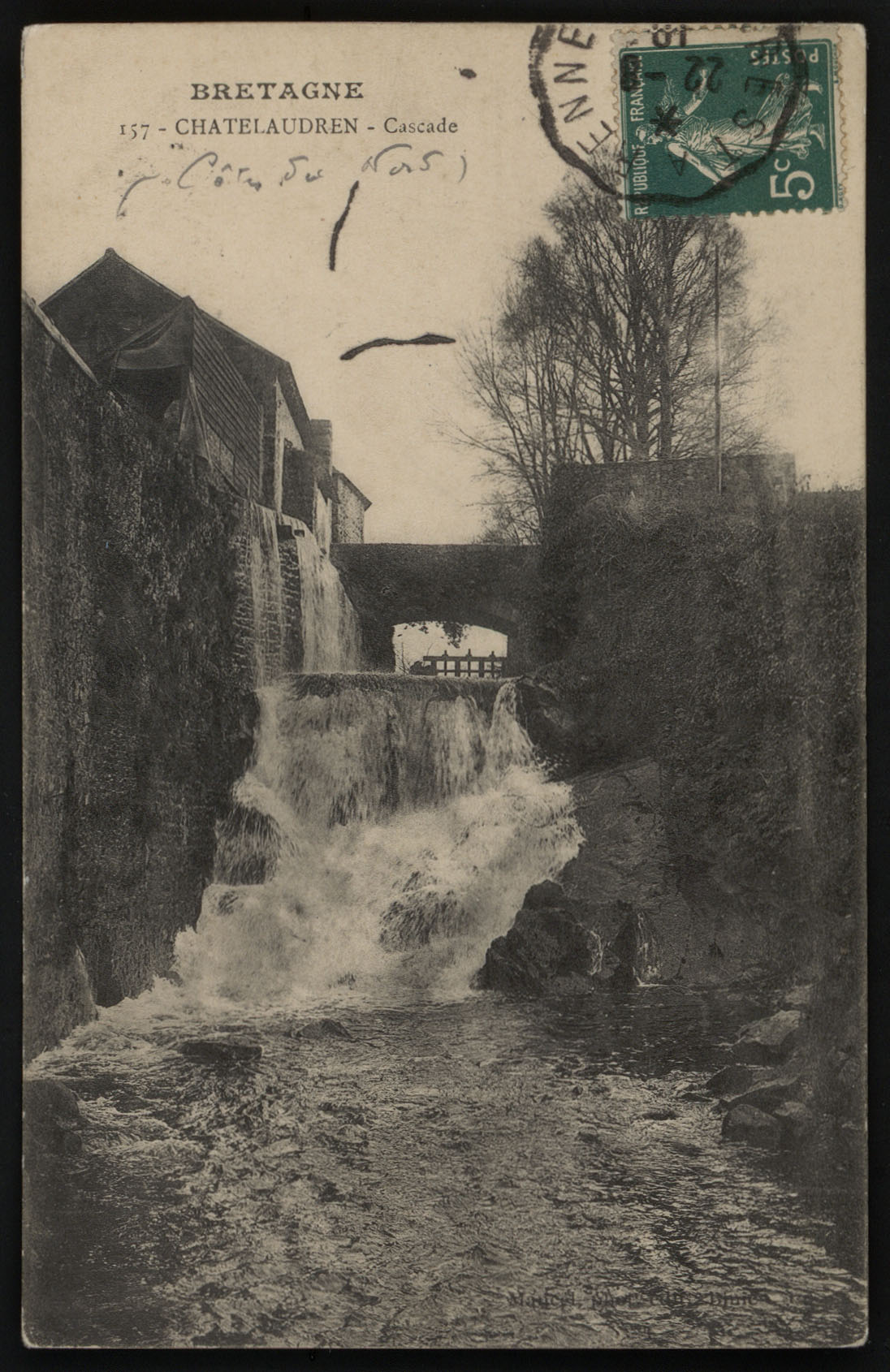
La cascade à la sortie de l'étang vers 1908.
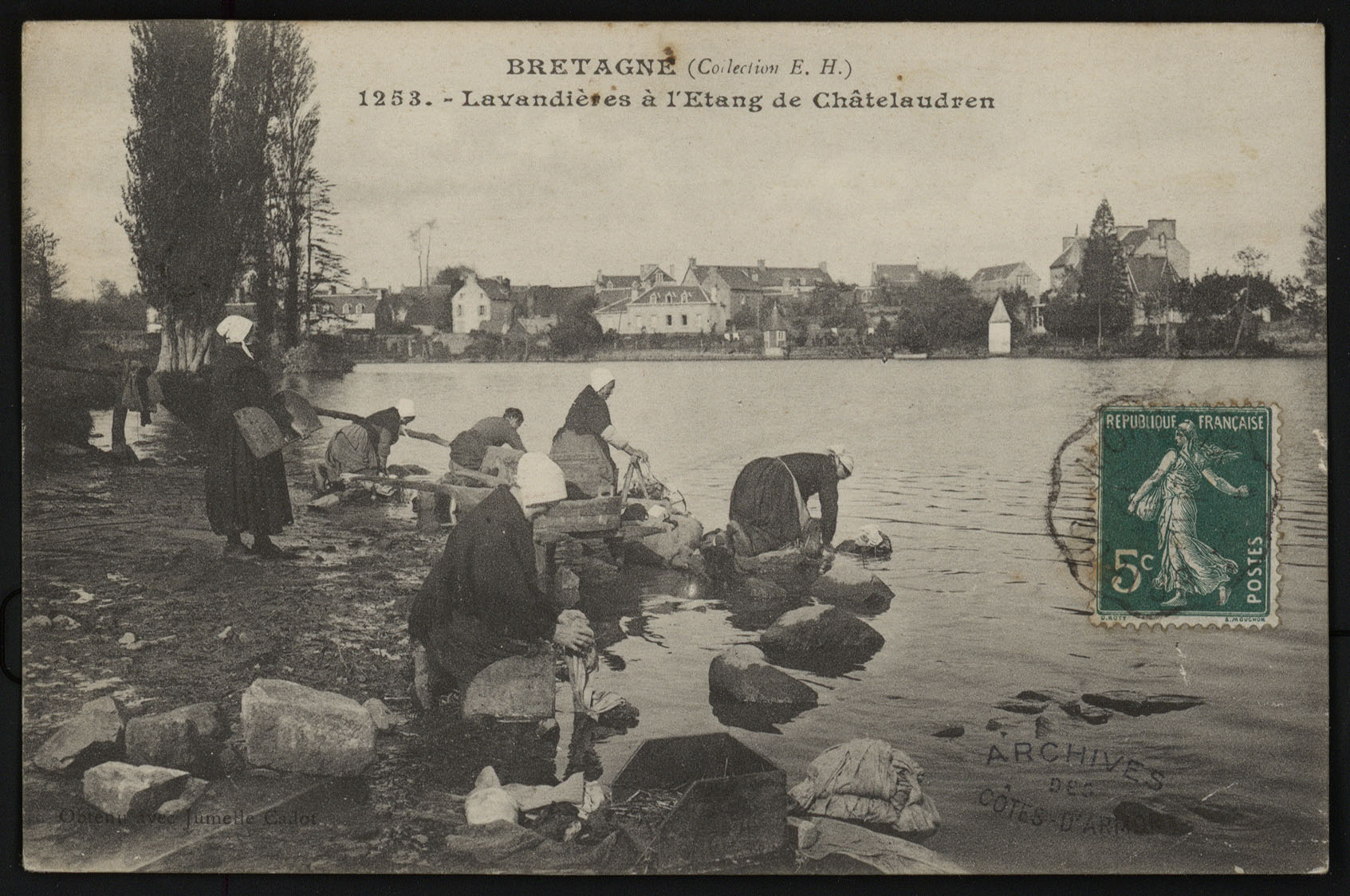
Lavandières à l'étang de Chatelaudren vers 1905 (carte postale Émile Hamonic).
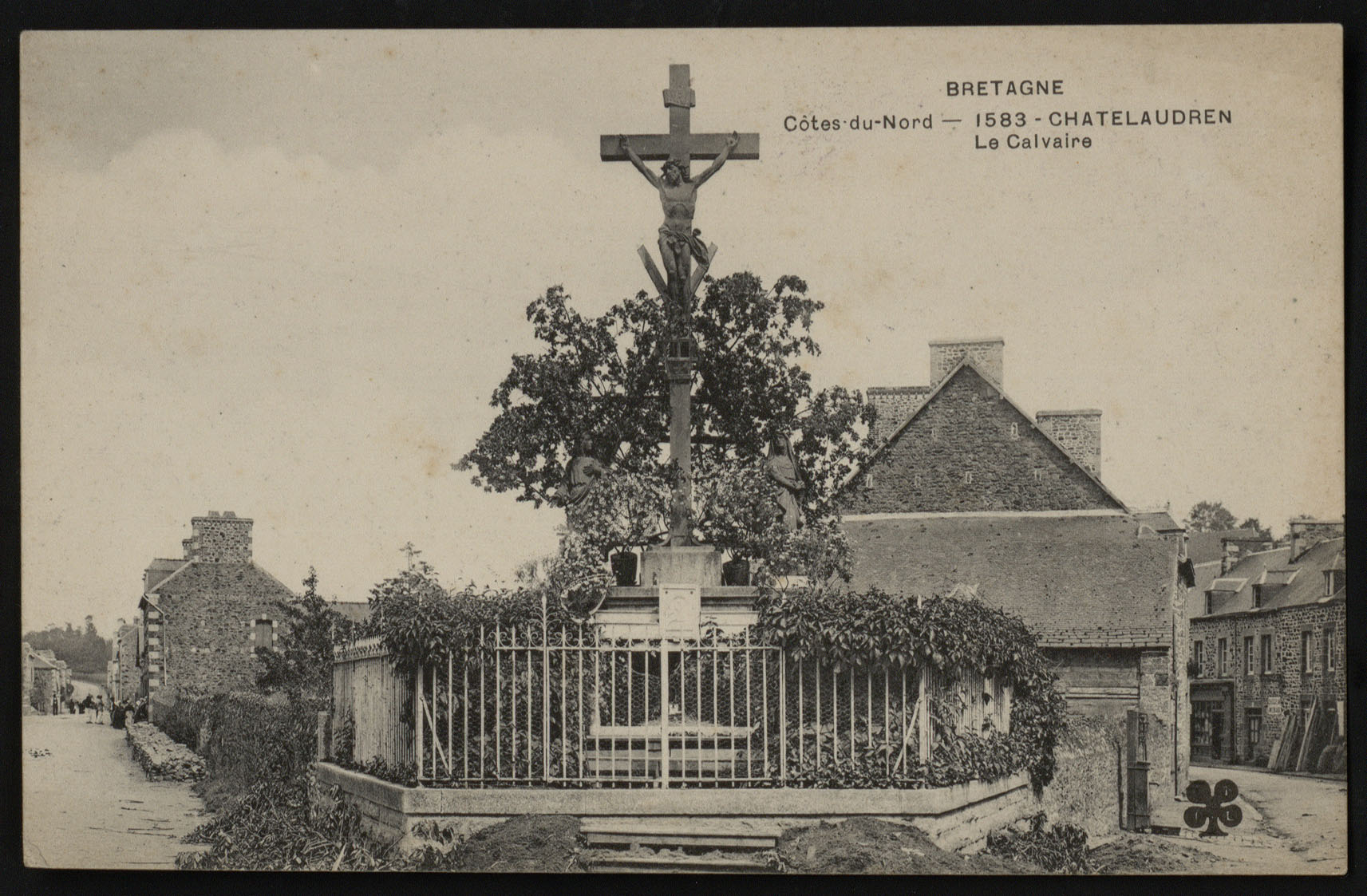
Le calvaire de Châtelaudren.
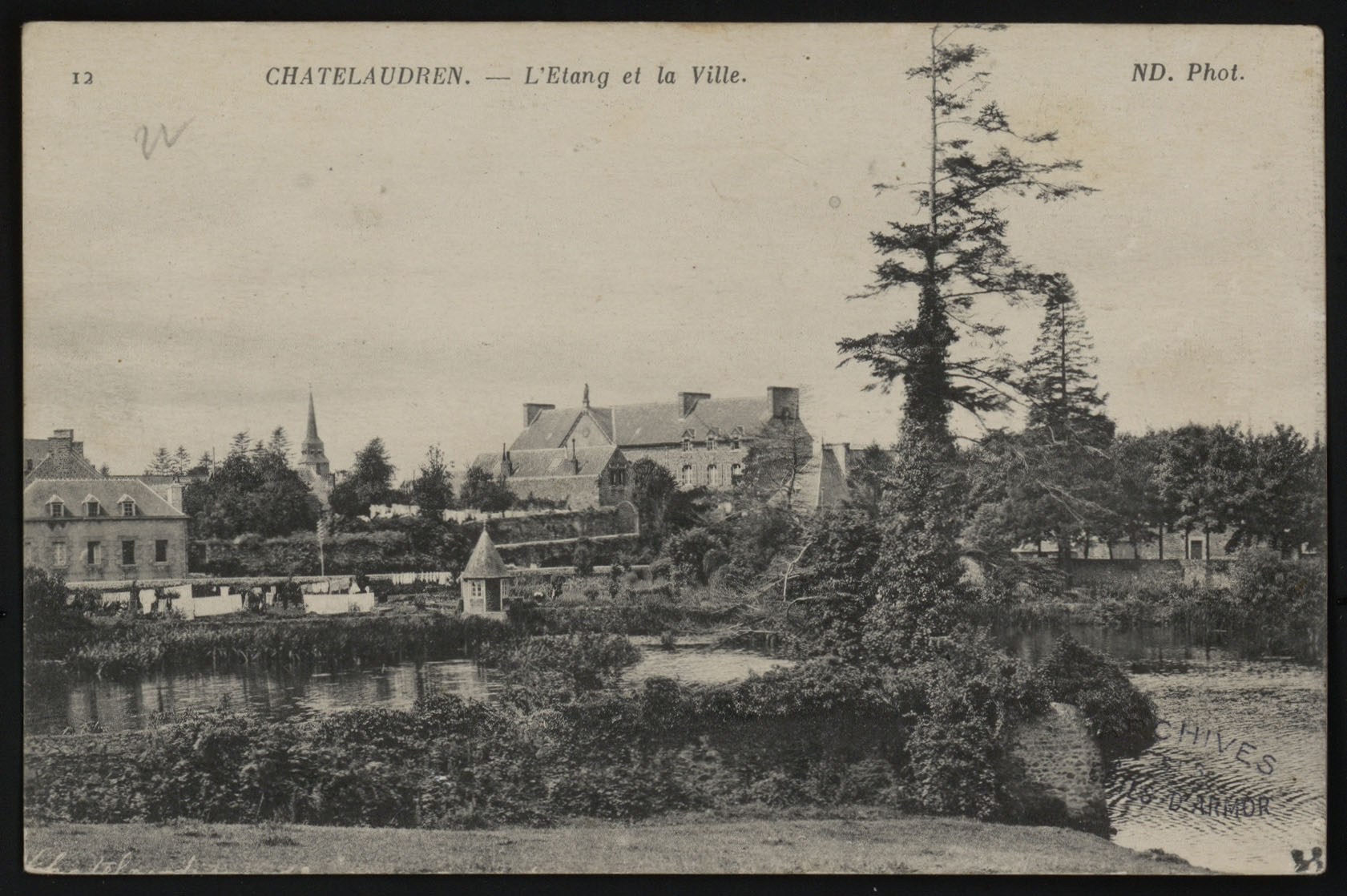
L'étang et la ville de Châtelaudren vers 1910 (ND Photo).

#### La Première Guerre mondiale
Le monument aux morts de Châtelaudren porte les noms de 61 soldats morts pour la Patrie, dont 44 pendant la Première Guerre mondiale.

#### L'Entre-deux-guerres
La décision d'implanter en 1922 la filiale du Petit Écho de la mode  à Châtelaudren fut motivée par de multiples raisons. L'une d'elles fut, dans la crainte  d’une nouvelle guerre avec l'Allemagne, de s’éloigner d’une éventuelle ligne de front et de partir naturellement vers l'Ouest de la France ; une autre raison fut que c'est Charles Huon de Penanster, sénateur des Côtes-du-Nord, qui racheta à Paris en 1880 "Le petit journal de la mode", qui devint " Le petit écho de la mode", édité par les Éditions de Montsouris ; ce fut son fils Charles Huon de Penanster, conseiller général des Côtes-du-Nord, qui décida de transférer l'imprimerie à Châtelaudren  laquelle fut développée ensuite par Charles-Marie Huon de Penanster, le fils de ce dernier.
Grâce à cette implantation, à laquelle s'ajoute sa manufacture de patrons-modèles, Châtelaudren devient alors, et jusque dans la décennie 1970, une sorte de seconde capitale de la mode française après Paris.

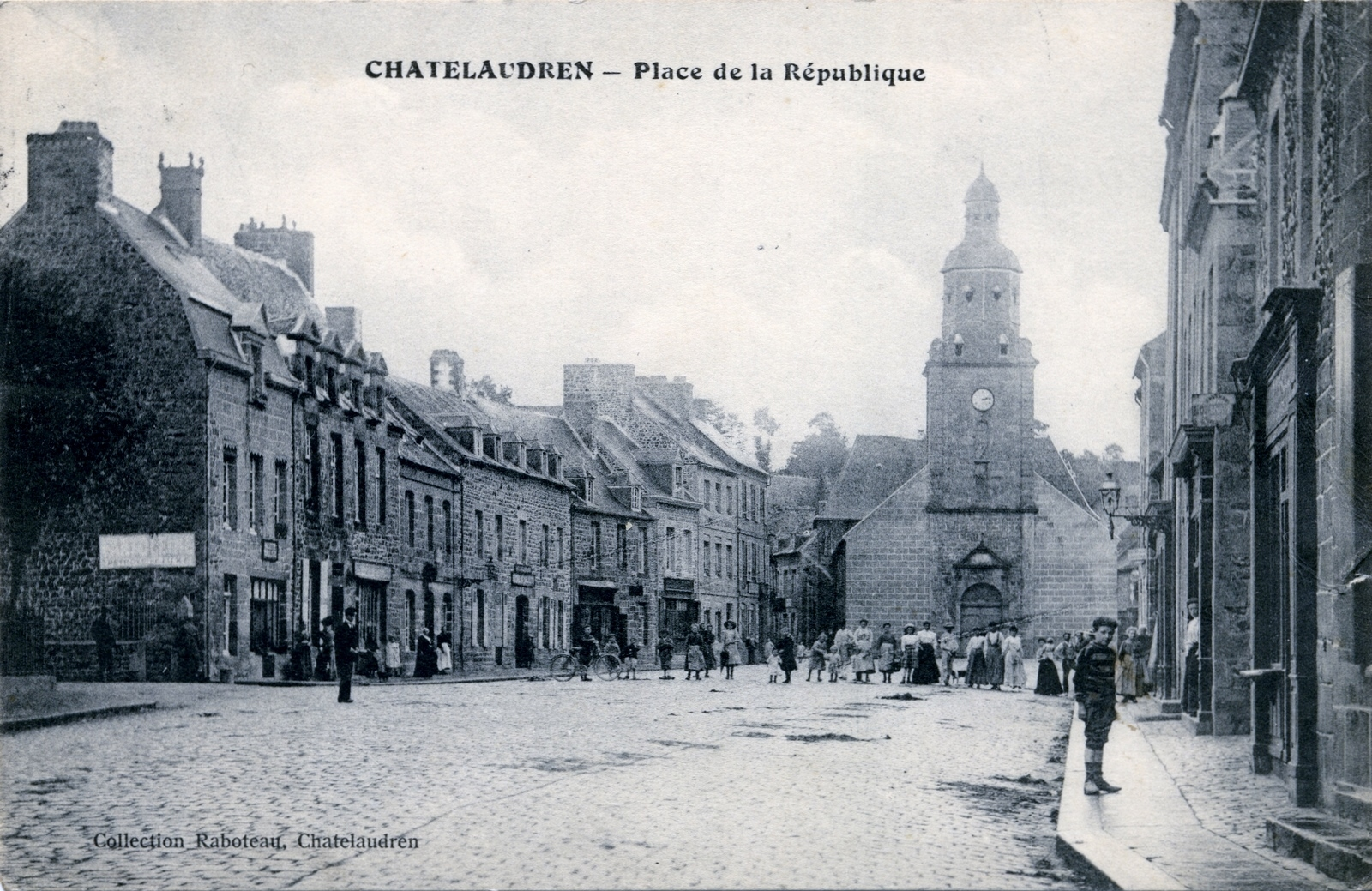
Châtelaudren : la Place de la République vers 1920.
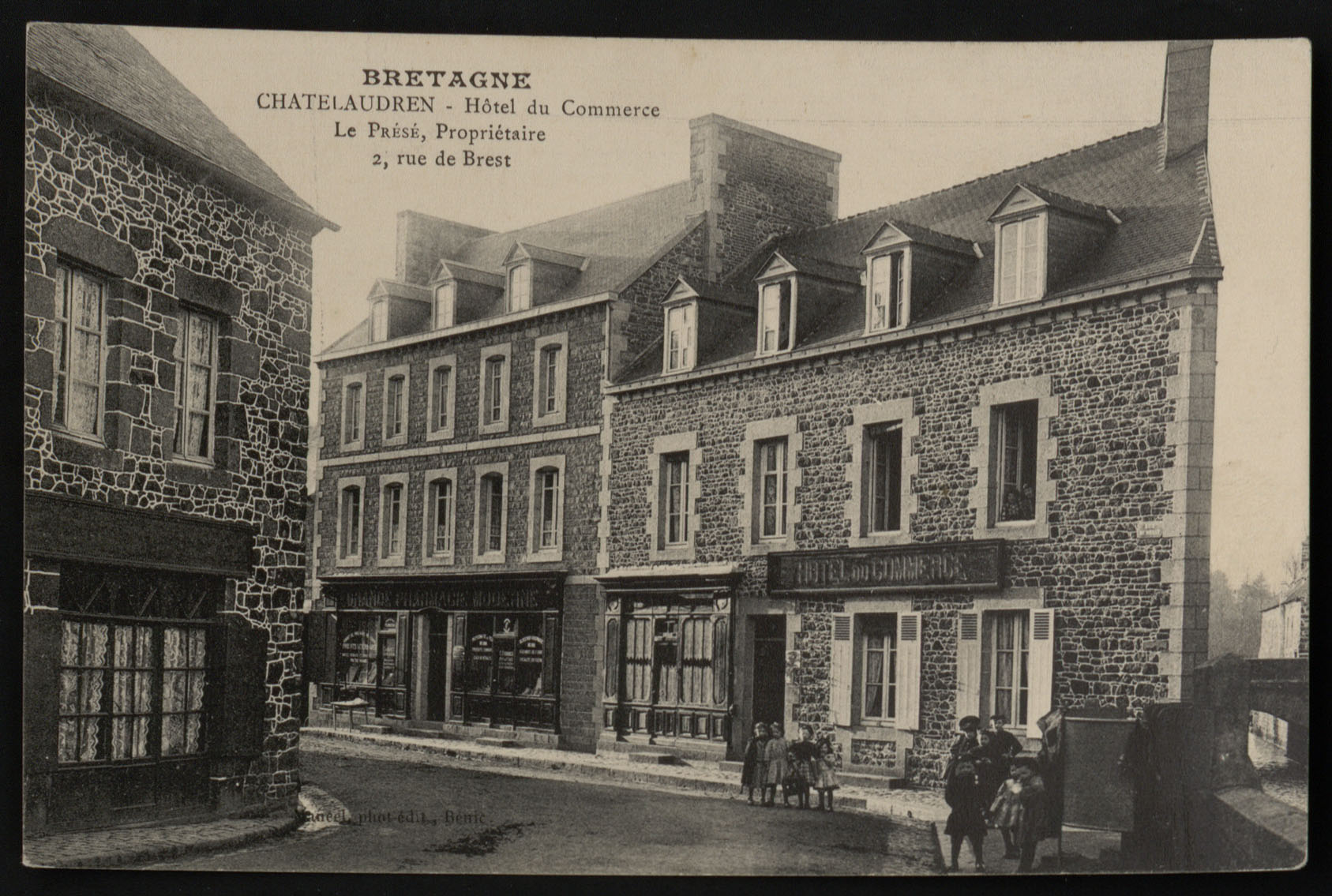
Châtelaudren : l'Hôtel du Commerce vers 1920.

#### La Seconde Guerre mondiale
Le monument aux morts de Châtelaudren porte les noms de 15 personnes mortes pour la France pendant la Seconde Guerre mondiale.

#### L'après Seconde Guerre mondiale
Un soldat originaire de Châtelaudren est mort pendant la Guerre d'Indochine et un pendant la Guerre d'Algérie.

### LeXXIesiècle

#### La fusion avec Plouagat
Le 1er janvier 2019, la commune fusionne avec Plouagat pour former la commune nouvelle de Châtelaudren-Plouagat dont la création est actée par un arrêté préfectoral du 28 septembre 2018.

## Politique et administration

### Liste des maires
| Période                                  | Période                   | Identité                                  | Étiquette    | Qualité                                                                             |
| ---------------------------------------- | ------------------------- | ----------------------------------------- | ------------ | ----------------------------------------------------------------------------------- |
| Les données manquantes sont à compléter. |                           |                                           |              |                                                                                     |
| 1815                                     | 1823                      | Julien Charles Gedeon Geslin de Bourgogne |              |                                                                                     |
| Les données manquantes sont à compléter. |                           |                                           |              |                                                                                     |
| ca. 1901                                 |                           | Adolphe Josse                             |              | Notaire                                                                             |
| avant 1914                               | janvier 1938 (décès)      | Aimé Letellier                            | PRRRS        | Conseiller général de Châtelaudren (1919 → 1928) Chevalier de la Légion d'honneur   |
| mars 1938                                | octobre 1947              | Jean Puel (1889-1972)                     | PRRRS        | Docteur vétérinaire Conseiller général de Châtelaudren (1934 → 1940 et 1945 → 1949) |
| octobre 1947                             | août 1948 (décès)         | Ange Lucas                                |              | Chevalier de la Légion d'honneur                                                    |
| octobre 1948                             | mars 1965                 | Étienne Kervizic (1888-1966)              | PRRRS        | Négociant en grain et cidre Premier adjoint au maire (1938 → 1944 et 1947 → 1948)   |
| mars 1965                                | mars 1971                 | Léon Le Dû                                |              | Chef d'entreprise                                                                   |
| mars 1971                                | octobre 1980 (démission)  | Pierre Garel                              |              |                                                                                     |
| octobre 1980                             | novembre 1989 (démission) | Pierre Lucas                              | DVD puis UDF | Pharmacien, ancien premier adjoint Conseiller général de Châtelaudren (1973 → 1985) |
| novembre 1989                            | 17 mars 2001              | Alain Le Dû                               |              | Chef d'entreprise, ingénieur Fils de Léon Le Dû                                     |
| 17 mars 2001                             | 28 mars 2014              | Jacques Rolland                           | DVG          | Retraité de la police nationale                                                     |
| 28 mars 2014                             | 31 décembre 2018          | Jean-Paul Le Vaillant                     | DVG          | Chef d’entreprise retraité Premier adjoint au maire (2001 → 2014)                   |

| Période         | Période  | Identité              | Étiquette | Qualité                    |
| --------------- | -------- | --------------------- | --------- | -------------------------- |
| 12 janvier 2019 | En cours | Jean-Paul Le Vaillant | DVG       | Chef d’entreprise retraité |

## Population et société

### Démographie
L'évolution du nombre d'habitants est connue à travers les recensements de la population effectués dans la commune depuis 1793. Pour les communes de moins de 10 000 habitants, une enquête de recensement portant sur toute la population est réalisée tous les cinq ans, les populations de référence des années intermédiaires étant quant à elles estimées par interpolation ou extrapolation. Pour la commune, le premier recensement exhaustif entrant dans le cadre du nouveau dispositif a été réalisé en 2006.

En 2016, la commune comptait 1 000 habitants, en évolution de −1,96 % par rapport à 2010 (Côtes-d'Armor : +1,78 %, France hors Mayotte : +2,11 %).
| 1793 | 1800 | 1806 | 1821 | 1831 | 1836  | 1841  | 1846  | 1851  |
| ---- | ---- | ---- | ---- | ---- | ----- | ----- | ----- | ----- |
| 863  | 905  | 822  | 960  | 964  | 1 354 | 1 367 | 1 367 | 1 377 |

| 1856  | 1861  | 1866  | 1872  | 1876  | 1881  | 1886  | 1891  | 1896  |
| ----- | ----- | ----- | ----- | ----- | ----- | ----- | ----- | ----- |
| 1 304 | 1 351 | 1 300 | 1 261 | 1 285 | 1 353 | 1 443 | 1 470 | 1 474 |

| 1901  | 1906  | 1911  | 1921  | 1926  | 1931  | 1936  | 1946  | 1954  |
| ----- | ----- | ----- | ----- | ----- | ----- | ----- | ----- | ----- |
| 1 466 | 1 429 | 1 378 | 1 159 | 1 182 | 1 104 | 1 189 | 1 212 | 1 179 |

| 1962  | 1968  | 1975 | 1982 | 1990 | 1999 | 2006 | 2011 | 2016  |
| ----- | ----- | ---- | ---- | ---- | ---- | ---- | ---- | ----- |
| 1 131 | 1 128 | 988  | 973  | 947  | 921  | 981  | 993  | 1 000 |

## Culture locale et patrimoine

### Lieux et monuments
- Église Notre-Dame-du-Tertre classée au titre des monuments historiques en 1907[26],[27]. Son chevet date de la fin du XIIIe siècle ou du début du XIVe siècle ; la nef est reconstruite un siècle plus tard ; le chœur et le porche sont du XVe siècle ; le clocher date de 1560  et la sacristie de 1757 ; la voûte lambrissée est ornée de peintures du XVe siècle représentant des scènes de l'Ancien Testament et la vie et la Passion du Christ[28].

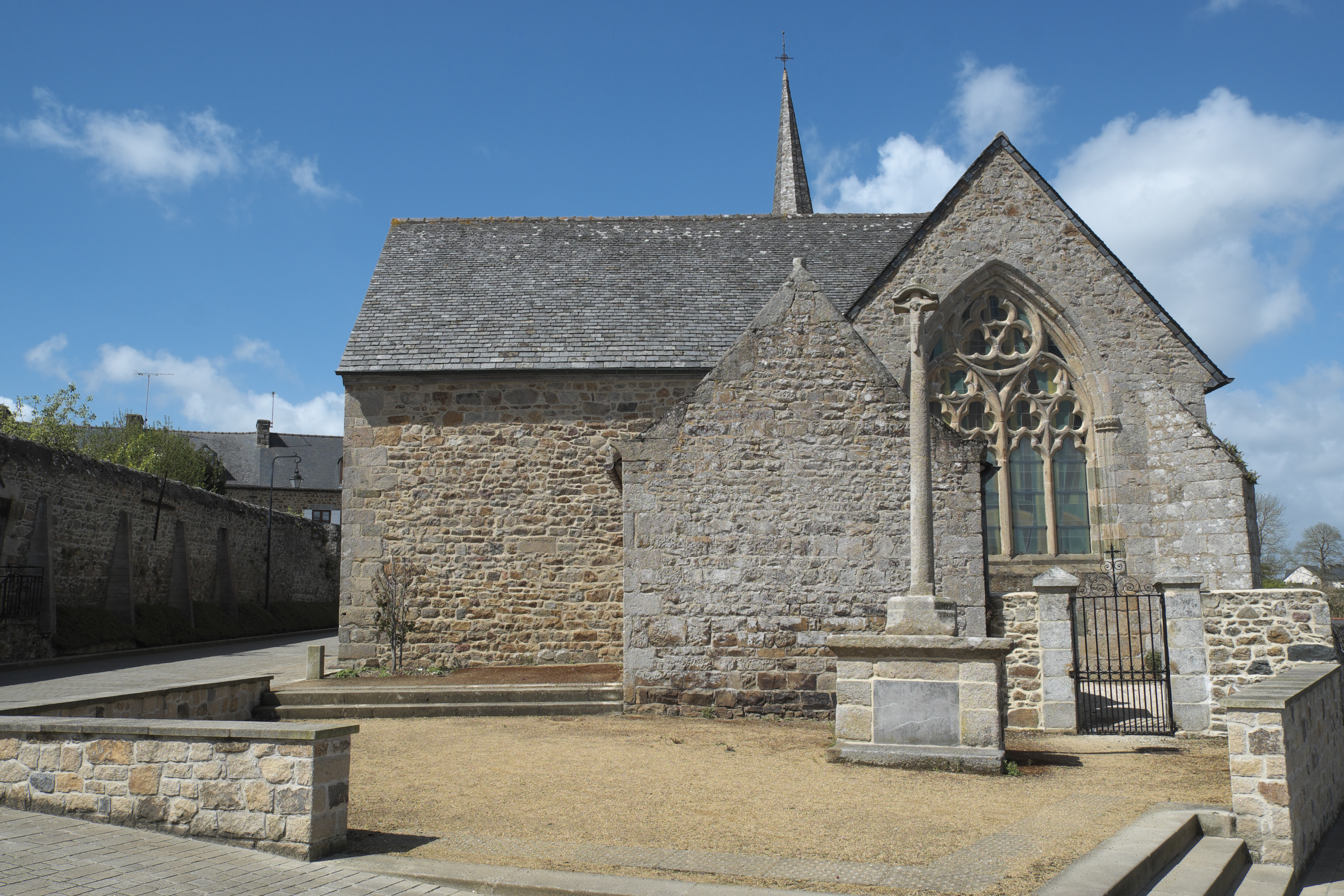
Église Notre-Dame-du-Tertre : façade sud et calvaire.
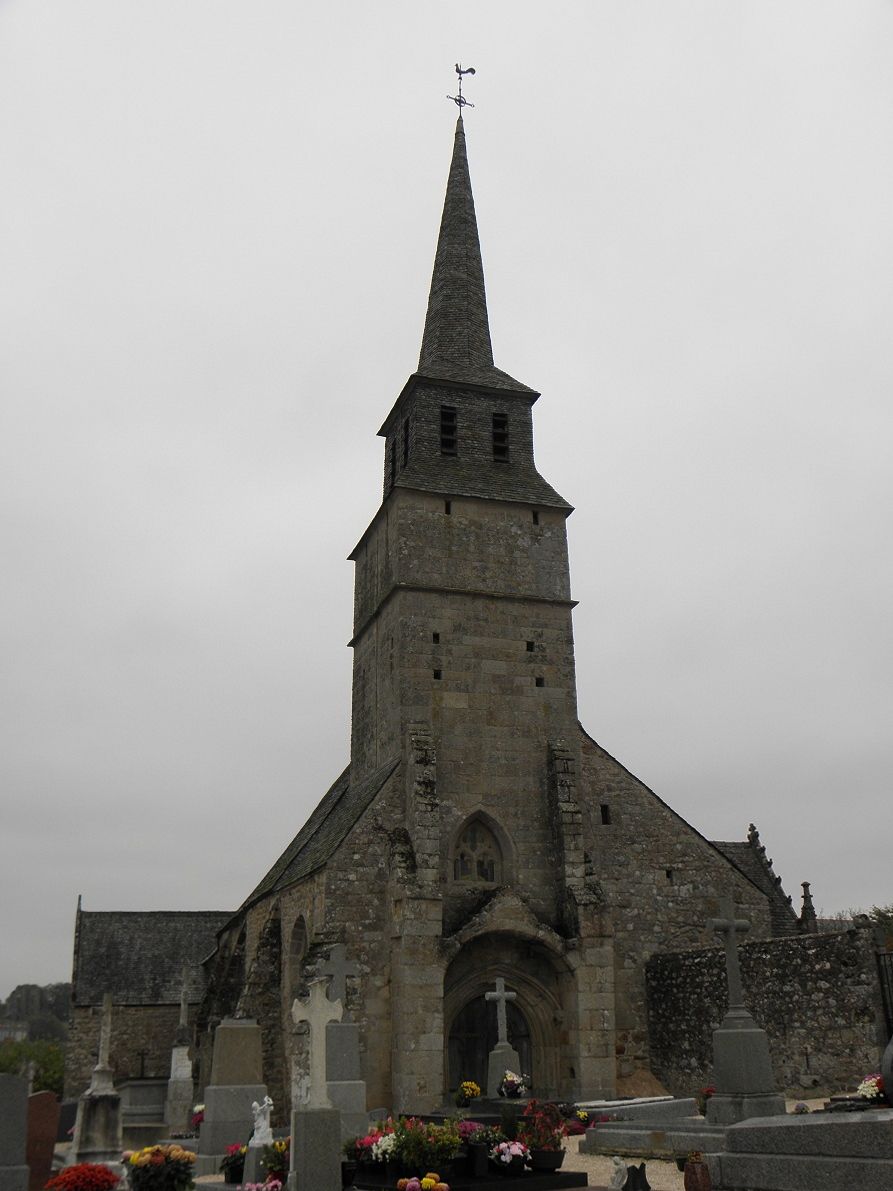
Église Notre-Dame-du-Tertre : façade occidentale.
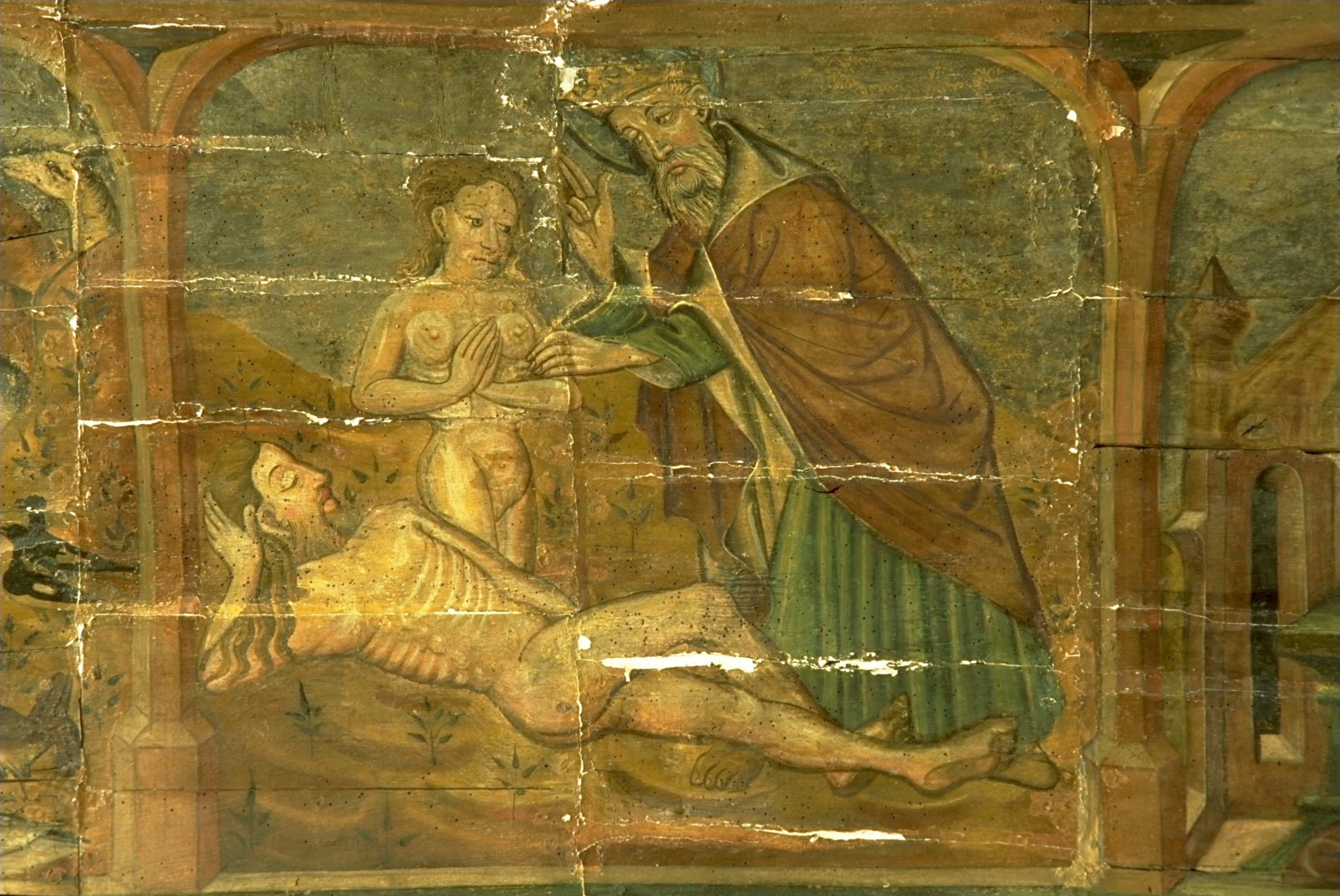
Fresque de l'église Notre-Dame-du-Tertre.
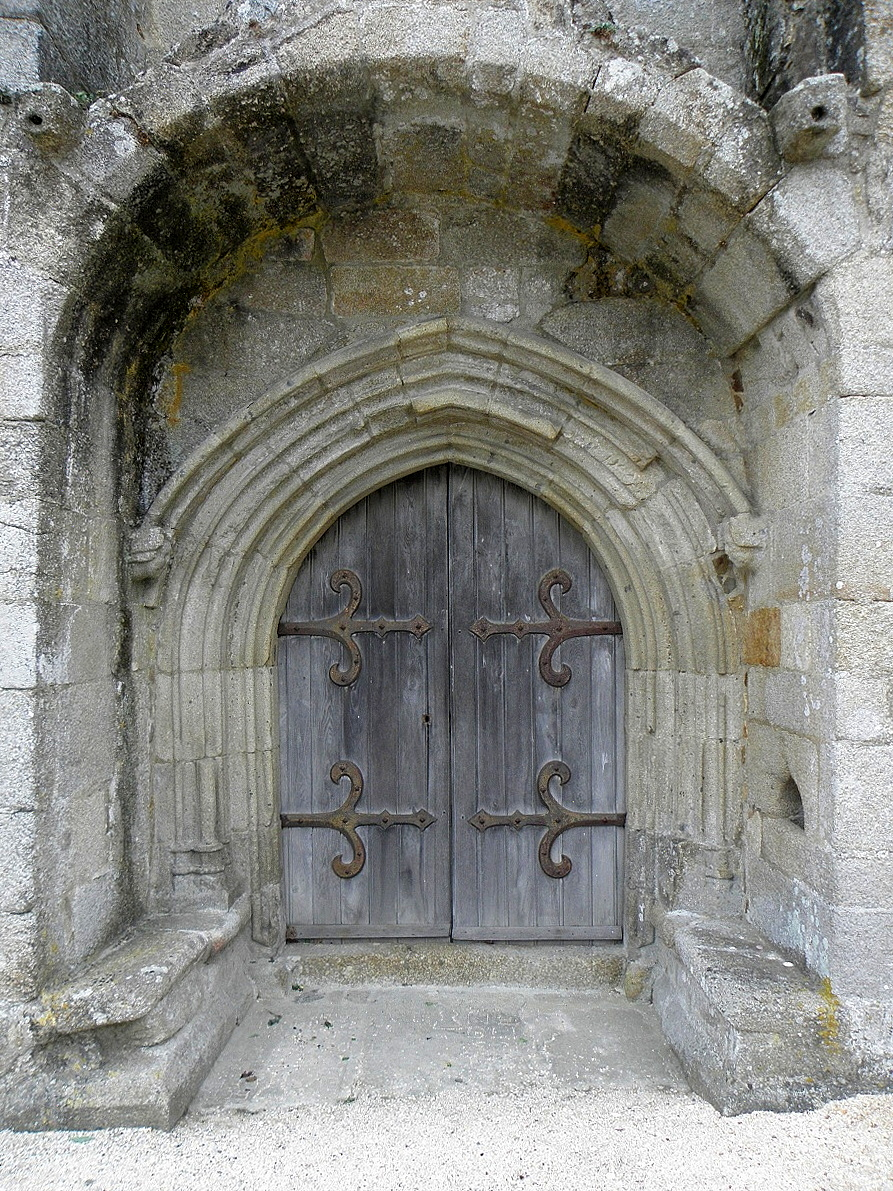
Église Notre-Dame-du-Tertre : porte occidentale.
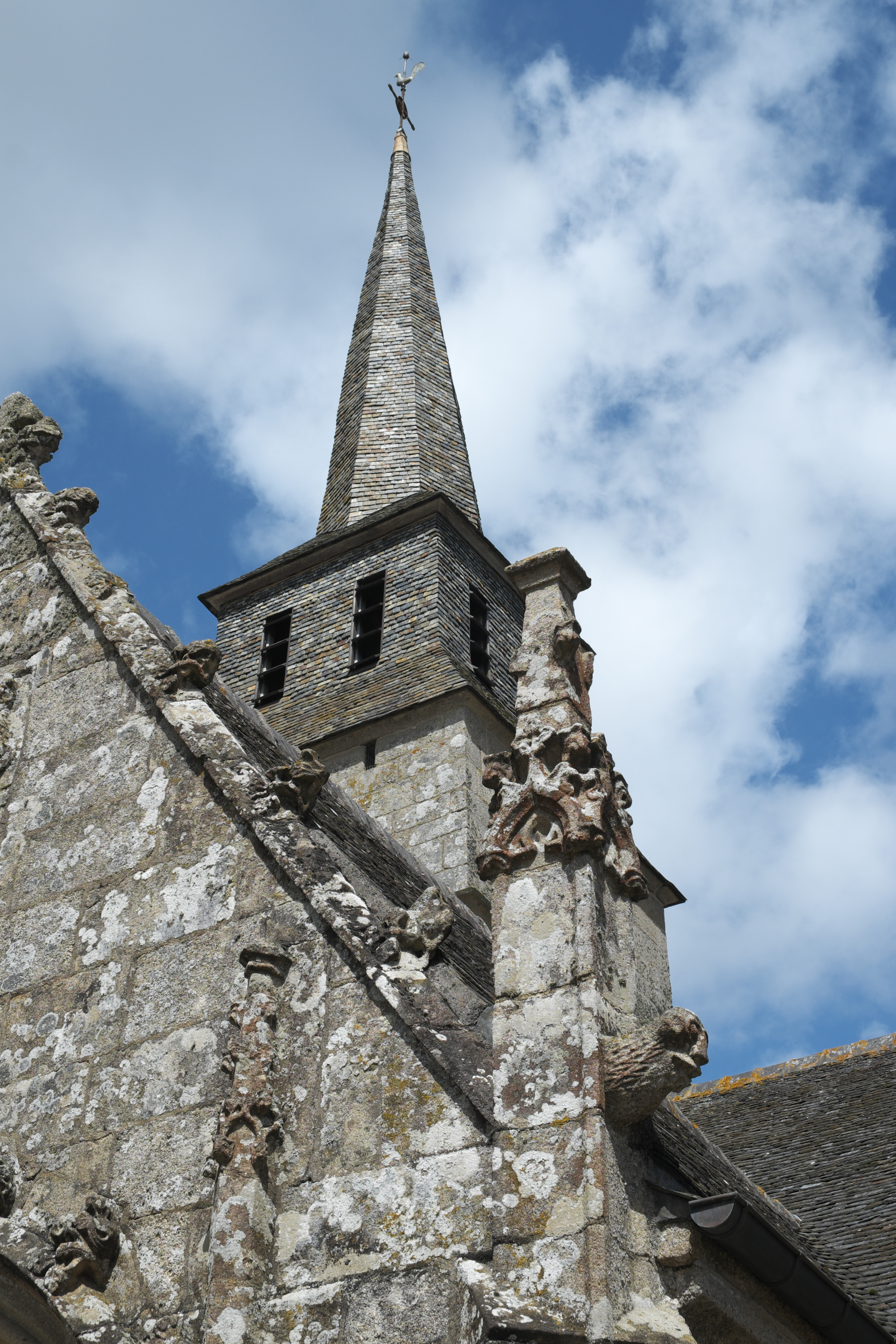
Église Notre-Dame-du-Tertre : le clocher.
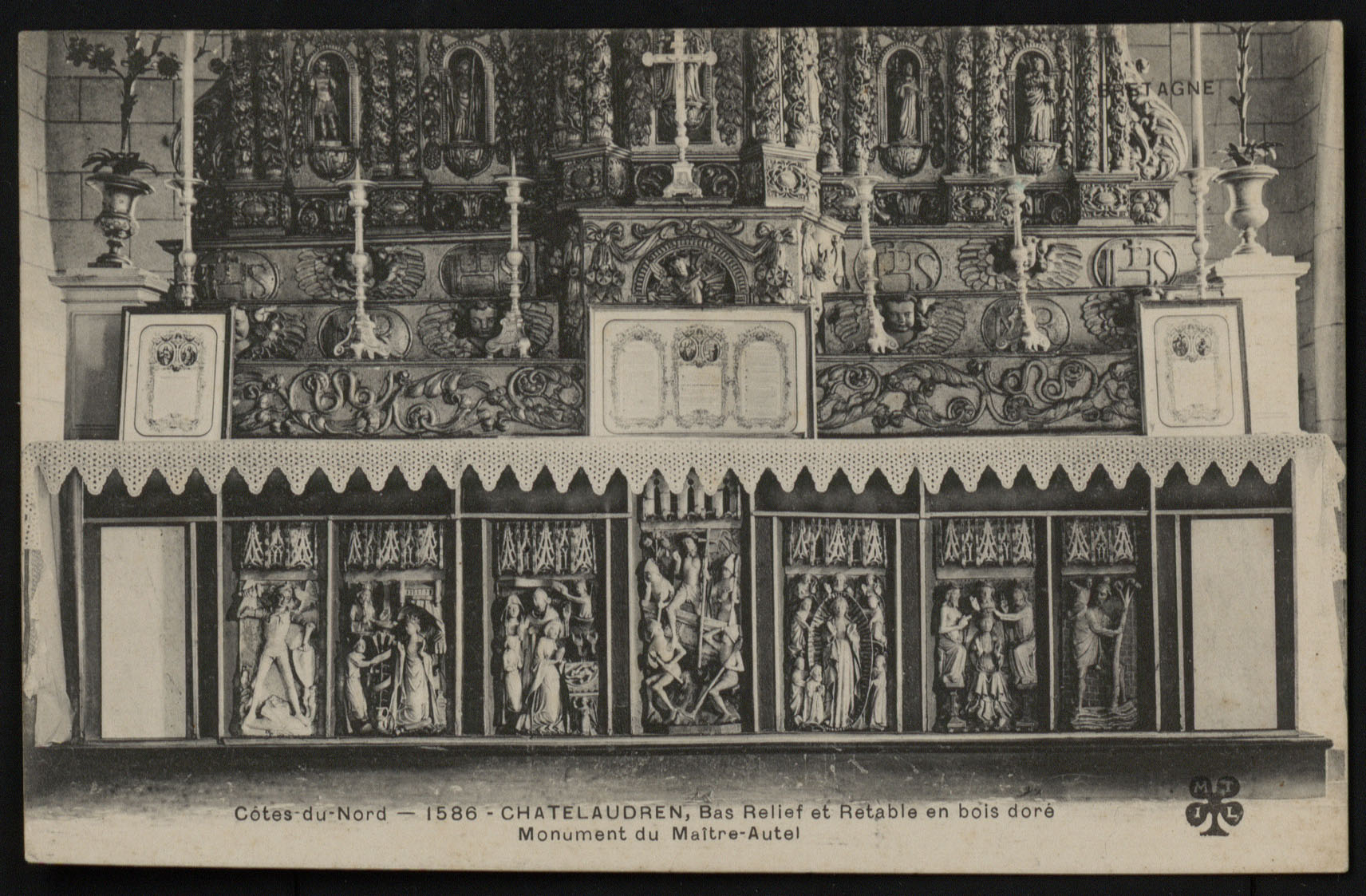
Église Notre-Dame-du-Tertre : bas-relief et retable en bois doré du maître-autel.
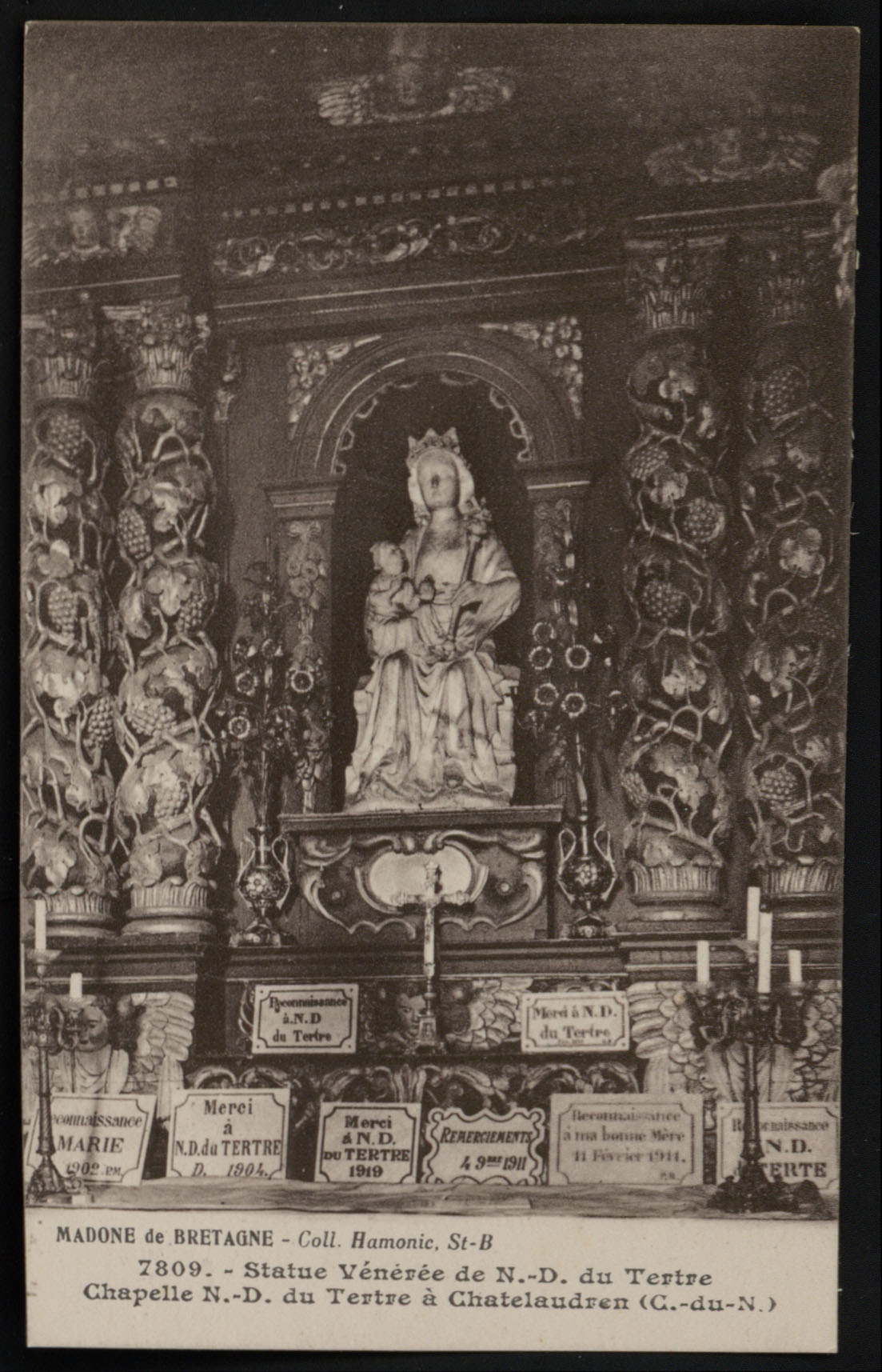
Statue de Notre-Dame-du-Tertre.

- Église Saint-Magloire : l'église actuelle, qui a remplacé l'église précédente citée dès 1180, a été construite entre 1711 et 1732 ; elle est de style néo-roman et possède une nef flanquée de bas-côtés à trois travées, ainsi qu'un double transept, un clocher encastré et un chœur au sein duquel le maître-autel et son retable (un triptyque avec des statues de la Vierge et de l'Ange Gabriel), réalisé par Yves Corlay (1700 - 1778), sont inscrits monument historique depuis 1987. L'église abrite aussi deux retables sur les autels latéraux (retables du Saint-Sacrement et de Sainte-Anne) et plusieurs statues intéressantes dont celle de saint Guillaume Pinchon, évêque de Saint-Brieuc[29].

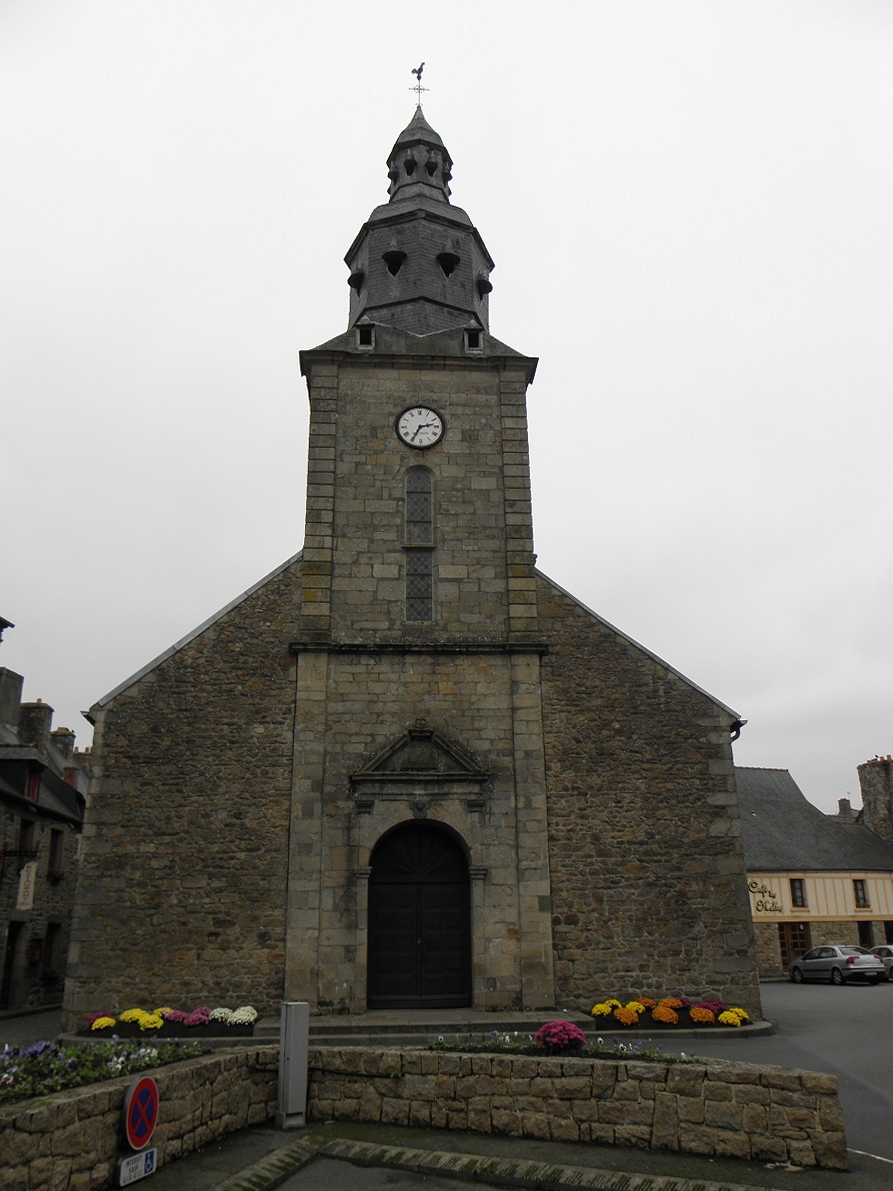
Église Saint-Magloire : façade occidentale.
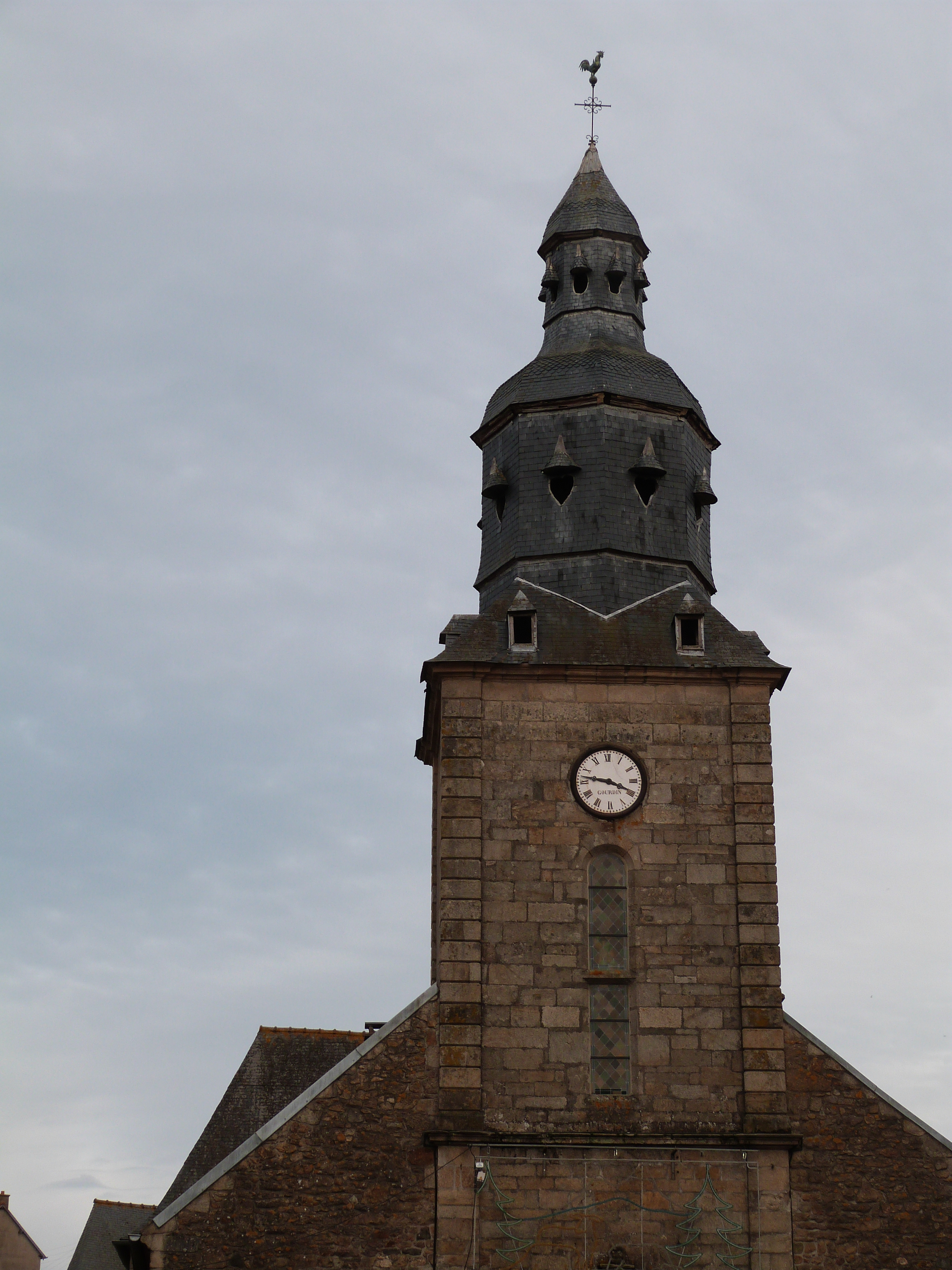
Église Saint-Magloire : le clocher.
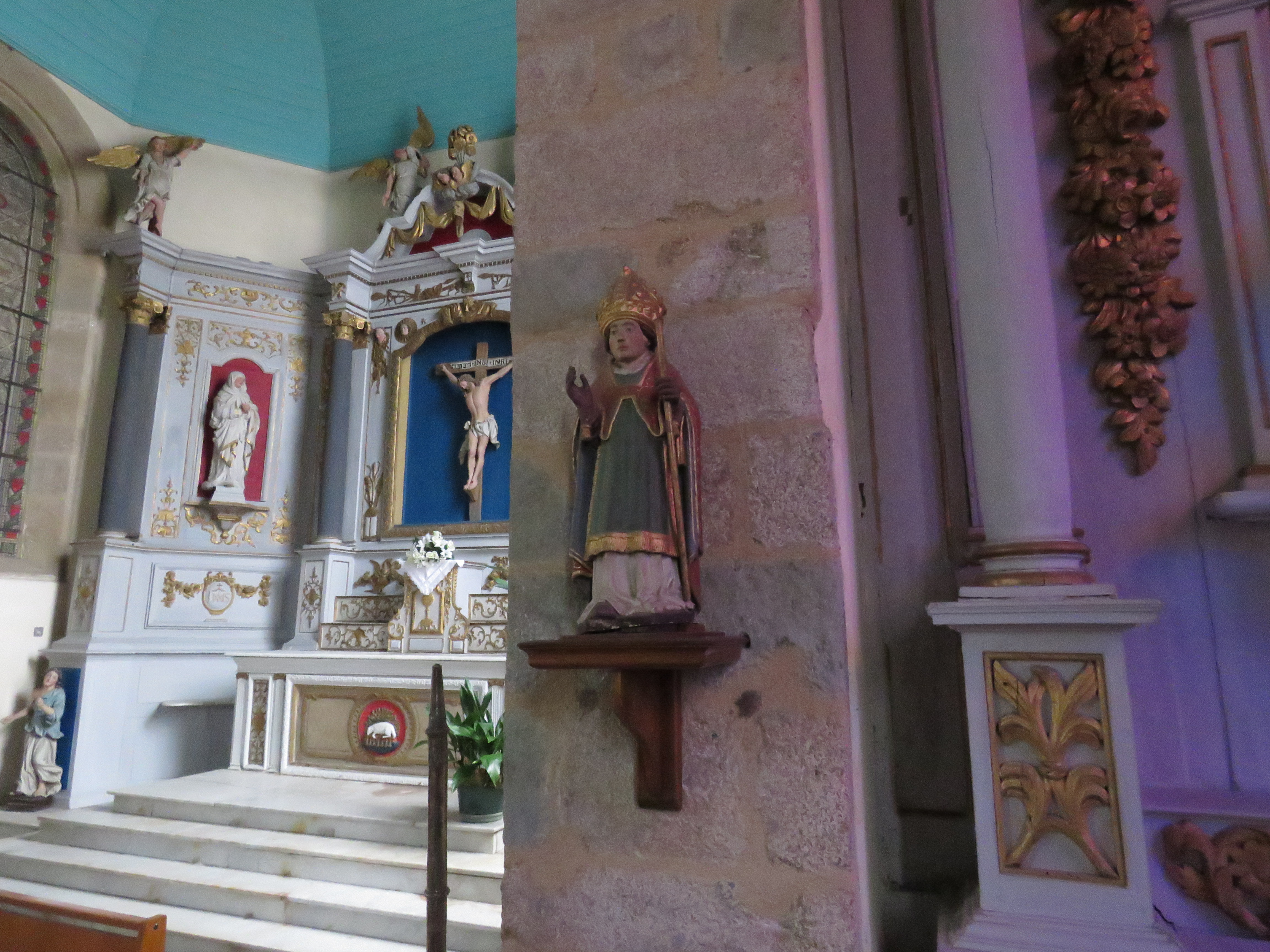
Église Saint-Magloire : statue d'un saint évêque : Guillaume Pinchon.

- Ancienne imprimerie du Petit Écho de la mode et des Éditions de Montsouris. Ce bâtiment accueille à l'heure actuelle des expositions.
- Des maisons anciennes dans le centre de la ville.

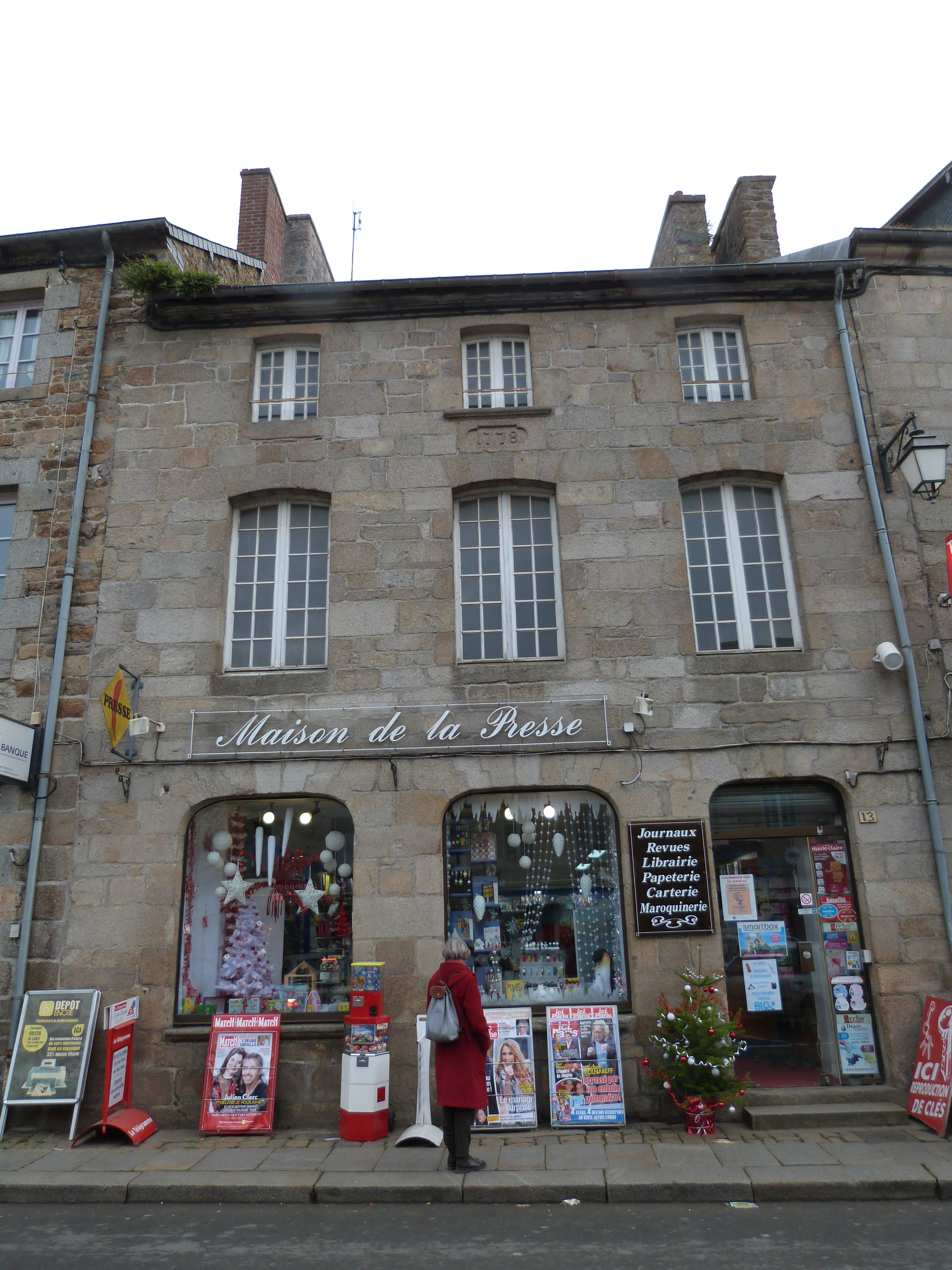
Maison datée de 1778, place de la République.
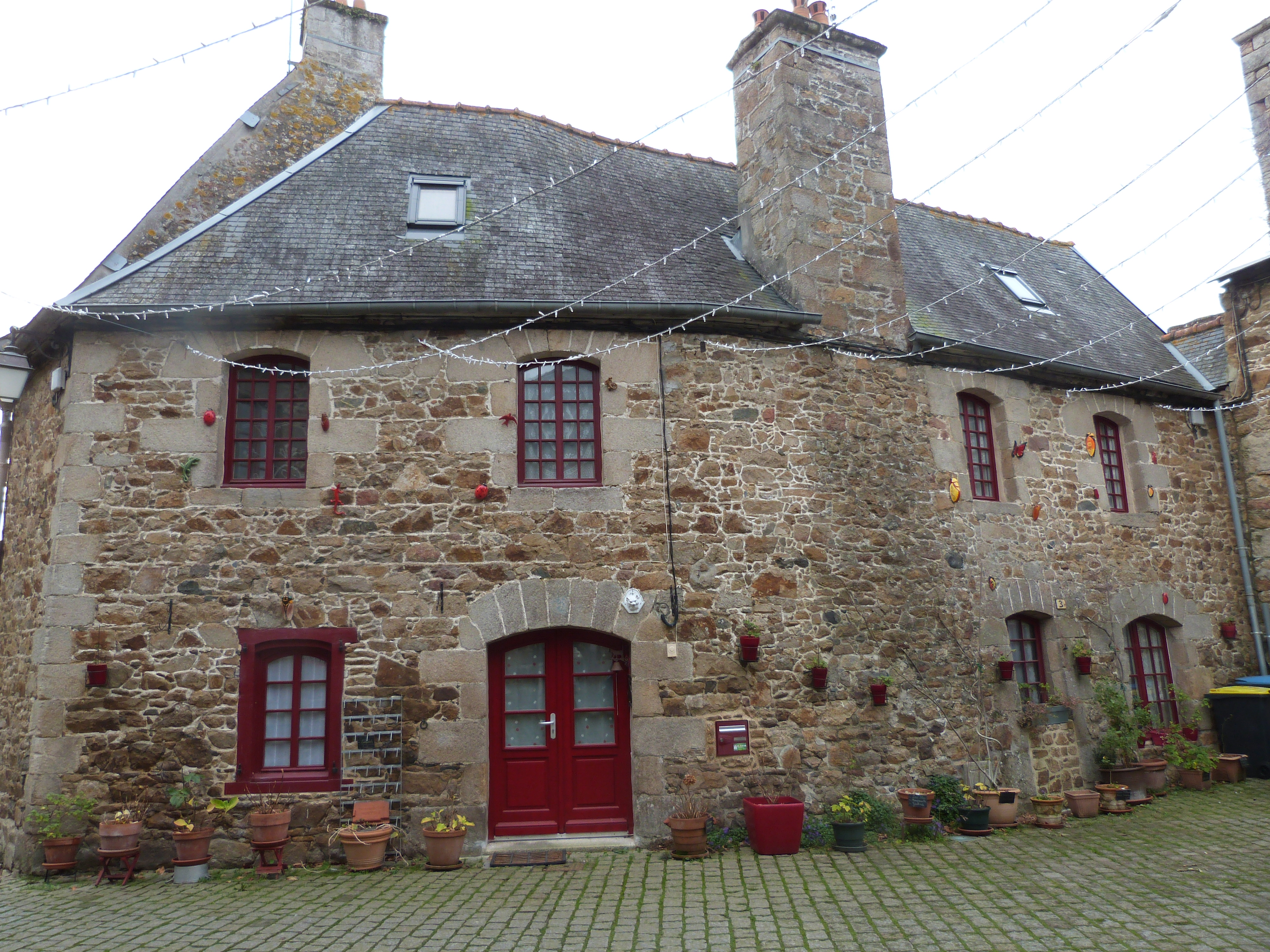
Maison, rue Saint-Magloire.
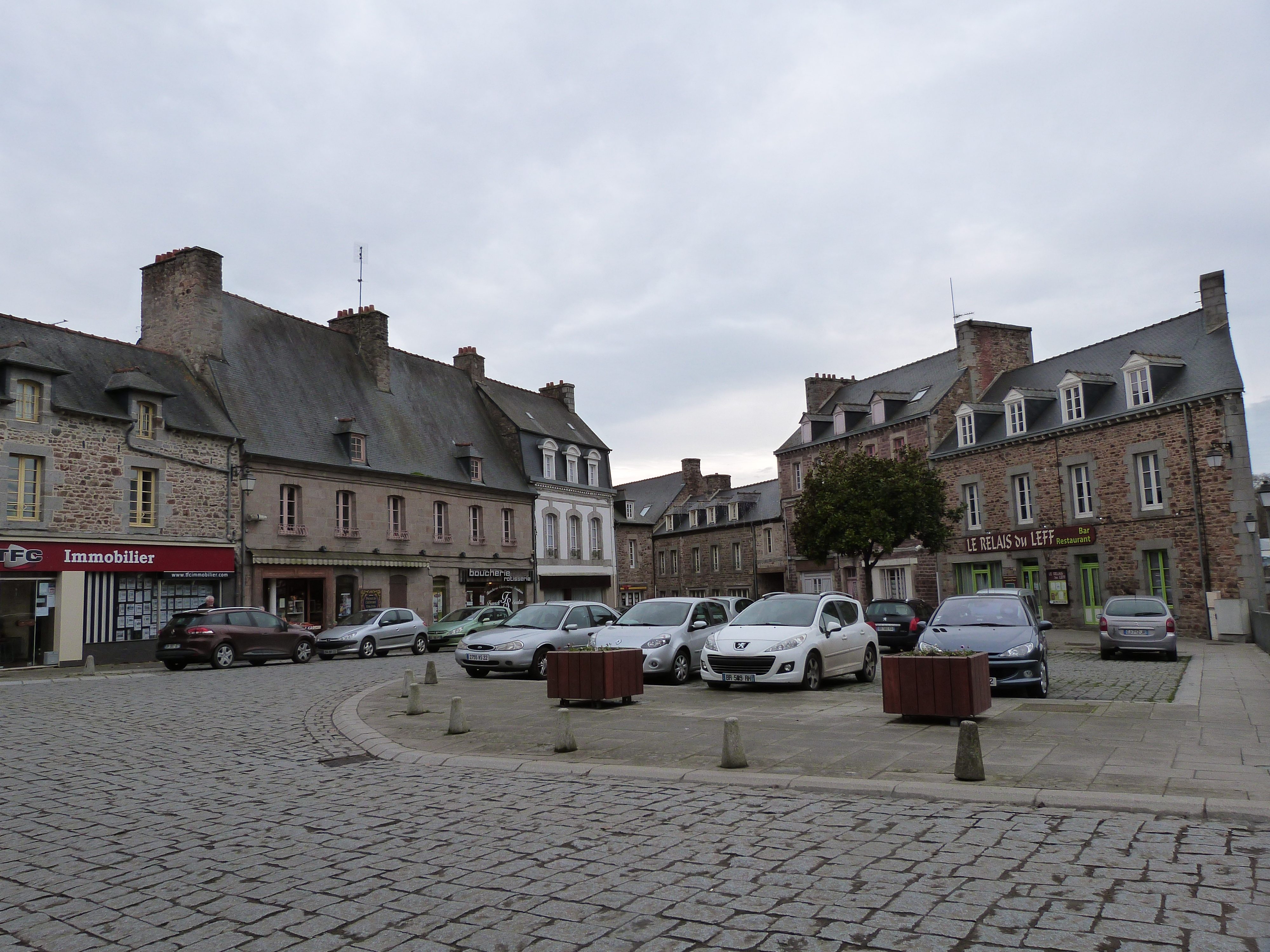
La place des Sapeurs-Pompiers.

### Personnalités liées à la commune
- Julienne Cuquemelle (1666-1735), poétesse, décédée à Châtelaudren.
- Yves Corlay (17 juin 1700 Tréguier - 1776 Châtelaudren), sculpteur. On lui attribue notamment un aigle, actuellement à l'église de Plouézec ; le maître-autel de l'église de Loudéac ; une chaire à prêcher, appartenant à l'église de Lanfains ; les autels de l'église Saint-Magloire, à Châtelaudren, signés et datés de 1730 ; la pompe monumentale de Guingamp, et l'autel de l'Annonciation dans l'église de Saint-Brieuc.
- Gilles Jean Marie Barazer de Kermorvan, chevalier de Kermorvan (1740 Châtelaudren - 1817 Paris), général des armées de la République.
- Jean-Marie Baudouin de Maison-Blanche (1742 Châtelaudren - 1812 Lannion), juriste, député aux États-Généraux.
- Olivier Rupérou (25 juin 1763 Châtelaudren - 28 avril 1843 Paris), docteur en droit et sénéchal de Guingamp. Chevalier d'Empire en 1808, il est député des Côtes-du-Nord à l'Assemblée nationale ou Chambre des députés du 25 mai 1815 au  13 juillet 1815, puis du 22 août 1815 au 5 septembre 1816.
- Julien Trevedy (1830 Châtelaudren - 1908 Laval), magistrat et historien. Après des études de droit, il devient magistrat et exerce à Redon (1855), Quimper (1859), Rennes (1863), Paimbœuf (1866). Il s'exerce à la poésie, mais se prend de passion pour l'histoire, à laquelle il consacre une partie de son temps. Président du tribunal de Quimper, il est mis prématurément à la retraite en 1883 à la suite d'une polémique sur la politique religieuse du gouvernement. Après la Cornouaille, il s'intéresse beaucoup au Moyen Âge breton, débouchant à l'occasion sur des propos d'intérêt général. Il dépouille des masses impressionnantes de documents et livre, de 1880 à 1908, au Bulletin de la Société archéologique du Finistère, dont il est vice-président, des dizaines d'articles.
- Alain Guel (30 janvier 1913 Châtelaudren - 1993 Saint-Brieuc), écrivain, poète, peintre et nationaliste breton. Il fut avec Xavier Grall et Glenmor le fondateur du journal La Nation bretonne. Une plaque commémorative a été apposée sur la façade de sa maison natale, place de la République.

### Héraldique
| Blason | Blasonnement : D'argent au pommier de sable pommé de gueules, au chef aussi de gueules chargé de trois mouchetures d'hermine d'or. |